# Northrop B-2 Spirit
Pour les articles homonymes, voir B2.
Le Northrop B-2 Spirit, surnommé stealth bomber (en français : bombardier furtif), est un bombardier de l'US Air Force (USAF) développé par Northrop durant la Guerre froide. En 2025, le B-2 Spirit est la seule aile volante jamais produite en série (21 exemplaires construits, 18 en service) ; il doit être remplacé par le Northrop Grumman B-21 Raider, de même type. Il est l'un des célèbres avions furtifs existants. Présenté comme le plus performant au monde dans sa catégorie, il est propulsé par quatre turboréacteurs General Electric F118, d'une poussée unitaire de 77,4 kN, et dispose de deux soutes pouvant recevoir une charge maximale théorique d'environ 35 tonnes de bombes et missiles divers.
En 1978, l'USAF émet la demande d'un bombardier de pénétration stratégique qui soit complémentaire, voire remplaçant, du Rockwell B-IB alors en essais.
Le B-2 Spirit est également l'aéronef le plus onéreux du XXe siècle, son coût global unitaire (recherche, développement et essais inclus) étant estimé en 2020 à trois milliards de dollars US,. C'est une des raisons pour lesquelles sa conception a été sujette à controverse au Congrès des États-Unis et au sein du Joint Chiefs of Staff. Alors que 132 exemplaires devaient initialement être construits, seuls 21 l'ont été, ce qui explique en partie leur coût unitaire si élevé.
Le vol inaugural du premier B-2 Spirit, le Spirit of America, s'est déroulé le 17 juillet 1989 et le premier avion opérationnel a été réceptionné par l'USAF à la fin de l'année 1993. Destiné à l'origine au bombardement stratégique à l'arme conventionnelle ou nucléaire de cibles soviétiques durant la guerre froide, le B-2 Spirit a finalement réalisé sa première intervention en Serbie, durant la guerre du Kosovo en 1999, puis est intervenu lors des guerres d'Afghanistan en 2001, d'Irak en 2003, en Libye en 2011 et en 2017, au Yemen en 2024 et en Iran en 2025.

## Contexte: le début des ailes volantes

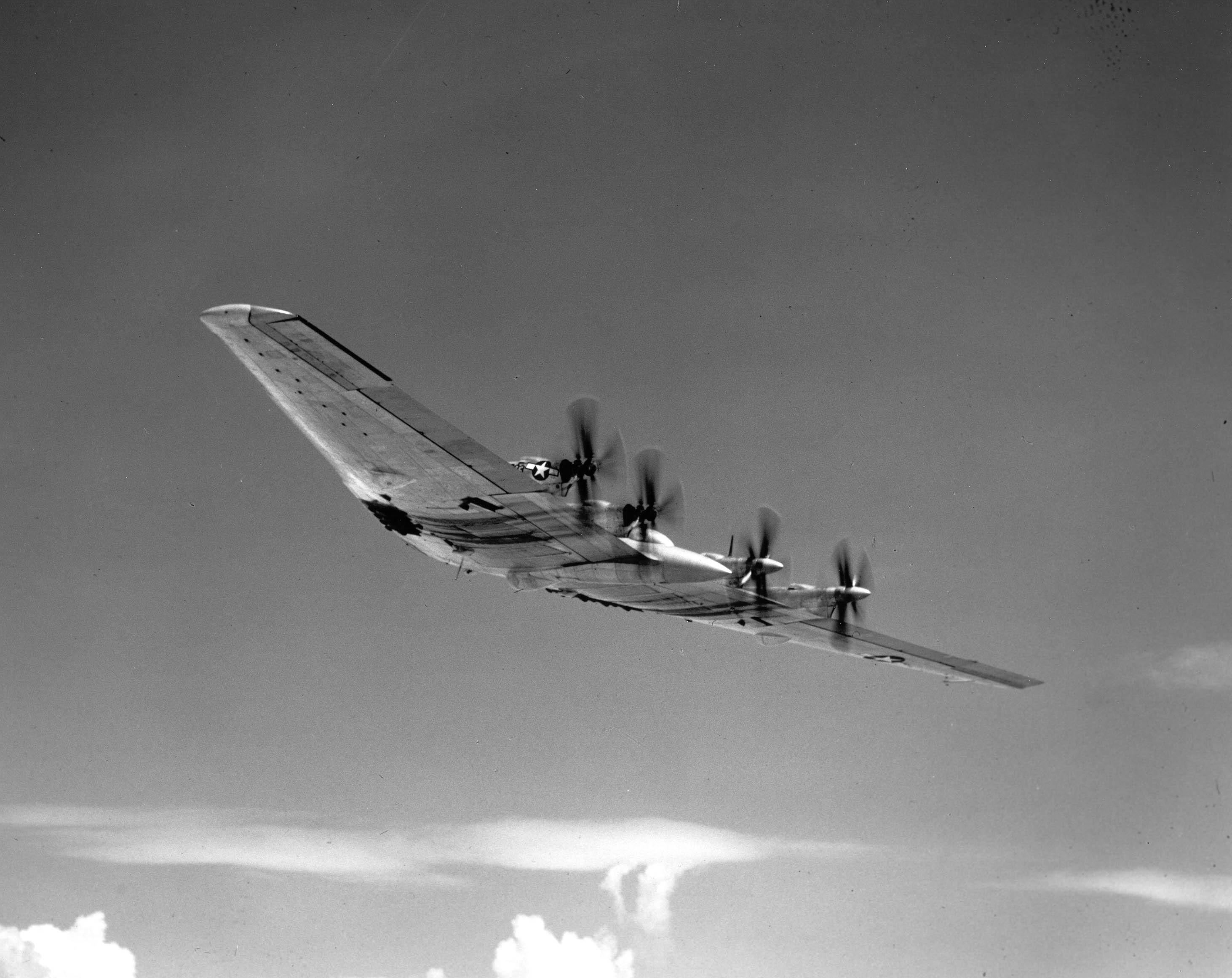
Le YB-35, lointain ancêtre du B-2 Spirit.

Dès la fin des années 1930, l'ingénieur américain Jack Northrop, fondateur de l'entreprise Northrop, est intéressé par le concept d'aile volante. En 1940, après dix ans de recherches, il expose son premier modèle, dénommé Northrop N-1M, et organise un vol de démonstration destiné à présenter les performances possibles de cette configuration.
De leur côté, en Allemagne, les frères Horten poursuivent dans les années 1930 des recherches sur des ailes volantes, qui sont des planeurs pour les premiers modèles, à partir de 1933, mais déboucheront en 1944 sur le premier vol du Horten Ho 229, une aile volante dotée de deux turboréacteurs Junkers Jumo 004.
L'armée américaine, durant le début de la Seconde Guerre Mondiale, s’intéresse à ce projet. L'United States Army Air Forces (ancêtre de l'US Air Force), passe commande auprès des constructeurs aéronautiques pour un bombardier disposant d'une distance franchissable de 10 000 milles, afin d'anticiper les problèmes que poserait la capitulation du Royaume-Uni face à l'Allemagne. Il lui faudrait alors bombarder l'Europe sous domination nazie depuis l'Amérique du Nord et frapper l'empire du Japon depuis les bases éloignées du théâtre d'opérations du Pacifique. Northrop propose un avion fondé sur ce concept et, le 30 octobre 1941, confirme le développement du B-35.
Fin 1942, Northrop construit le Northrop N-9M, un avion monoplace pouvant voler à 400 km/h qui servira de base à la réalisation du YB-35, un bombardier  d'une envergure de 52 mètres disposant de quatre turbopropulseurs Pratt & Whitney R-4360 s et huit hélices contrarotatives. Cependant, le premier appareil sort d'usine seulement en 1946 en raison de problèmes de stabilité et de sortie de vrille ; de plus, l'apparition des premiers avions à réaction durant ce conflit rendit obsolète la motorisation à hélice. Onze des treize exemplaires du Northrop YB-35 durent donc être modifiés en les équipant de huit turboréacteurs : il s'agit du projet YB-49 dont le premier appareil vola en 1947.

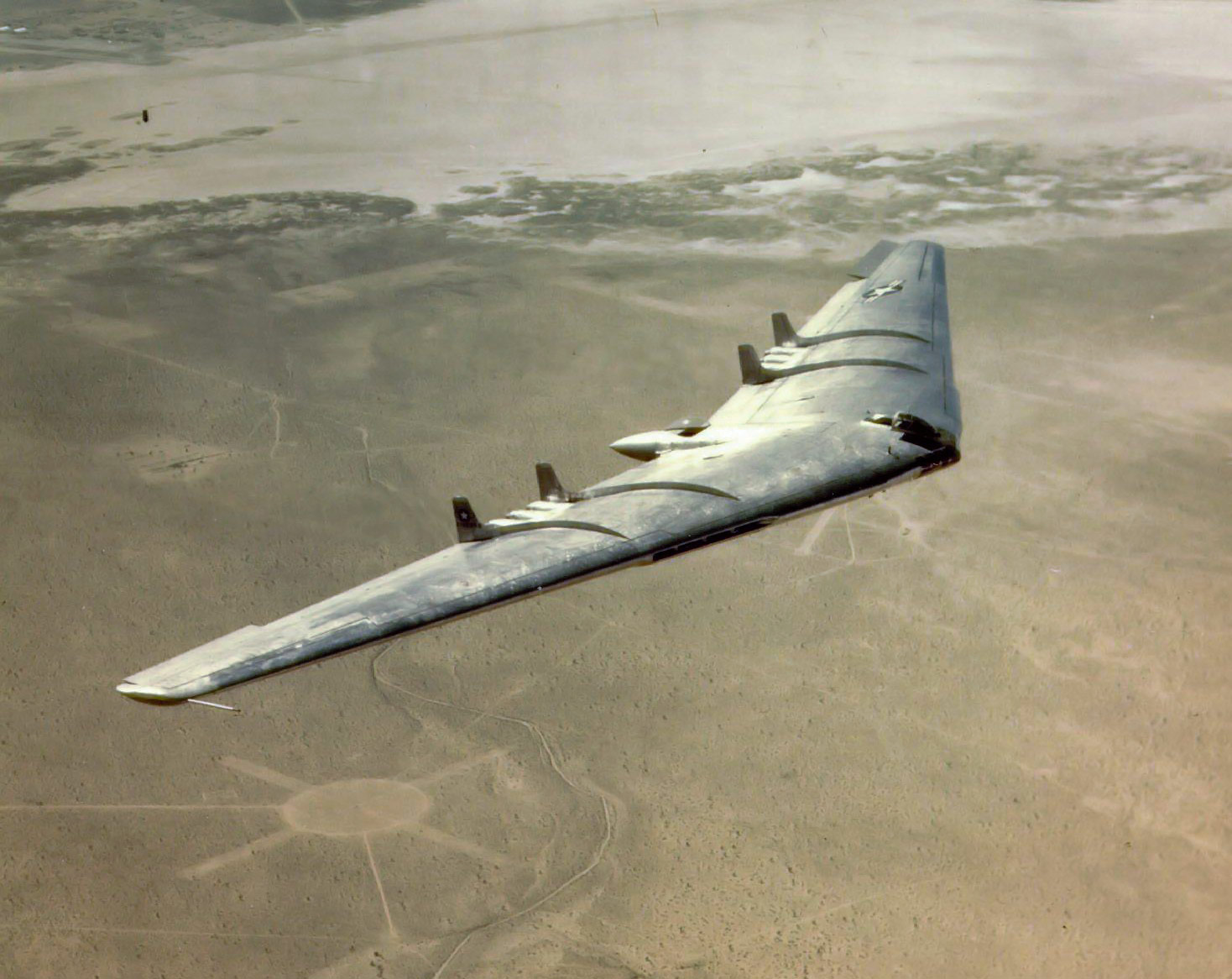
Le YB-49, concept « révisé » du YB-35.

Les essais du YB-49 se révèlent néanmoins décevants, un appareil ayant été perdu et un deuxième ayant évité le crash de peu. Les points faibles de tels appareils étaient en effet leur comportement en décrochage, leur instabilité en vol et surtout le fait que leurs soutes à bombes ne pouvaient pas contenir les premières générations de bombes atomiques telles les Fat Man. Finalement, le Strategic Air Command nouvellement créé choisit des bombardiers avec des formes plus conventionnelles, comme le B-36 Peacemaker et le Boeing B-47 Stratojet ; les YB-49 sont quant à eux envoyés à la destruction entre 1949 et 1953. La sortie du YB-49 est cependant glorieuse, avec une apparition dans le film La Guerre des mondes, sorti en 1953.

## Conception et développement
C'est lors des essais en vol du Northrop YB-49 que les militaires américains ont découvert fortuitement la furtivité. En effet, à chaque fois que l'aile volante approchait de l'aérodrome constituant sa destination, sa faible surface équivalente radar faisait que les radars avaient beaucoup de mal à la détecter. Cette capacité est d'un grand intérêt pendant la guerre froide car, à partir des années 1970, la défense antiaérienne de l'URSS était devenue si performante que les appareils alors en service dans les Forces armées des États-Unis avaient peu de chance de pénétrer à l'intérieur de son territoire. L'armée américaine avait alors ressenti le besoin de posséder un bombardier à signature radar minimale ; l'aile volante s'est alors imposée comme la solution la plus efficace.

### Travail de conception
En septembre 1975, Lockheed et Northrop se virent chacun chargé de concevoir un démonstrateur furtif – l’Experimental Survivable Testbed (XST). Le programme de Lockheed, qui a tiré profit du travail de Kelly Johnson sur le SR‑71, a bénéficié d’un avantage certain grâce à l’expérience acquise dans le domaine des revêtements furtifs. Il a, pour refléter l’énergie électromagnétique dans des directions autres qu’en retour vers le radar d’origine, utilisé un stylisme extérieur « à facettes ». Lockheed a remporté le contrat et son démonstrateur Have Blue a finalement intégré le programme, hautement secret, F‑117 Nighthawk.
Le projet d’aéronef de Northrop a emprunté une autre voie. Après l’attribution du contrat XST à Lockheed, la DARPA est revenue vers Northrop. Elle souhaitait poursuivre les recherches de ce dernier dans le domaine de la furtivité et commencer à travailler sur le Battlefield Surveillance Aircraft – Experimental (BSAX), un projet ambitieux et complexe consistant à utiliser des radars aéroportés et des armes de précision pour stopper les chars russes sur le théâtre européen. S’ensuivit un travail conjoint autour du premier projet « totalement furtif » doté non seulement de propriétés d’atténuation de la SER, mais également d’une technologie à faible probabilité d'interception (en) applicable aux transmissions à large spectre et à la conception des antennes. L’effort de Northrop visait à concentrer la réflectivité du radar dans des « pointes » (spikes) plutôt que de « disperser » l’énergie, comme dans le cas du F‑117, et d’écouler l’énergie du radar autour de l’appareil. Cela donna lieu au contrat Tacit Blue, conclu en avril 1978 avec la DARPA.
Le développement du Northrop B-2A Spirit a ainsi débuté à partir de 1978, avec pour mission d'attaquer les cibles stratégiques soviétiques à l'aide de bombes conventionnelles ou nucléaires. Le B-2 a en fait commencé son existence dans un programme « noir » (black program), connu initialement sous le nom de « projet Senior C. J. », puis sous le nom « ATB » (Advanced Technology Bomber). Lockheed proposa également pour ce programme un projet conçu par le bureau d'études Skunk Works nommé Lockheed Senior Peg (en), reprenant la configuration appliquée au F-117 Nighthawk et qui aurait eu des performances moins élevées de 20 à 30 % en termes de charge utile et de rayon d'action, mais aurait coûté moins cher, avec un prix unitaire annoncé de 200 millions de dollars de l'époque, contre 400 millions annoncés pour le B-2.
L'US Air Force a envoyé une demande de proposition en 1980, en envisageant jusqu'à 165 exemplaires et, le 20 octobre 1981, Northrop remporte un contrat initial de 7,3 milliards de dollars pour produire 127 Advanced Technology Bomber. En 1987, l'objectif était de 132 avions dont 120 à capacité nucléaire.
Après le lancement du programme, L’USAF a exigé le durcissement nucléaire de l’aéronef. En substance, le bombardier devait être en mesure de survoler le territoire russe au cours d’une guerre nucléaire, d’exécuter sa mission puis de se poser et de se régénérer pour effectuer une autre sortie en vue d’une frappe. Aucun des précédents bombardiers, B‑1 inclus, n’a été conçu pour satisfaire à une telle exigence. Tous les composants principaux, dont les commandes de vol, les moteurs, les systèmes électriques, les communications et les systèmes de navigation ont fait l’objet des modifications nécessaires. L’exigence du durcissement électronique associée à une technologie furtive novatrice explique en partie le coût extrêmement élevé du programme B‑2.
Nombre des caractéristiques du B-2 sont longtemps restées ultra-secrètes ; le département de la Défense des États-Unis n'avait d'ailleurs jamais divulgué les paramètres exacts de masse et de vitesse, employant l'expression vague de « subsonique haut » pour les qualifier. Bombardier stratégique furtif, tout a été fait pour qu'il ait des signatures infrarouge, acoustique, électromagnétique, visuelle et radar minimales. De même, le projet a été caché aussi bien au public qu'aux militaires. La majorité des responsables de l'US Air Force croyaient que le bombardier Rockwell B-1B était la priorité no 1, alors que seulement une poignée d'entre eux connaissaient l'existence du projet B-2.
Northrop s'inspire largement des conceptions d'ailes volantes précédentes, et notamment celle de l'YB-49 conçu pendant les années 1940, pour réaliser le B-2 Spirit. L'avionneur bénéficie également du puissant soutien de Boeing — qui réalise une partie des composants structurels principaux, l'aile extérieure, le système de carburant, le système de délivrance d'armement et le train d'atterrissage —, de Vought et de General Electric pour concevoir la forme unique du bord de fuite en forme de « W » du B-2 due à l'ajout des surfaces de contrôle et un dispositif antiturbulences nécessaire pour le vol à grande vitesse à basse altitude.
Utilisant un système de conception et de fabrication 3D assistées par ordinateur, plus de 100 000 images de surfaces équivalentes radar de maquettes de B-2 et de leurs composantes ont été analysées pour évaluer leurs caractéristiques de furtivité, puis 550 000 heures d'essais en soufflerie ont été effectués.

### Mise en production

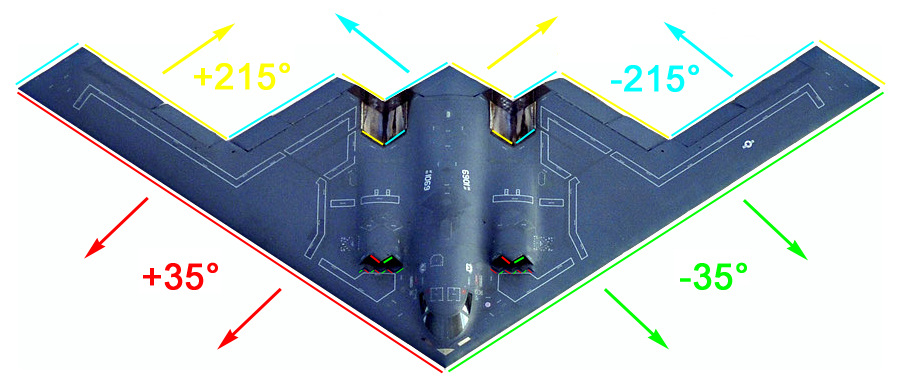
Angles de réflexions des ondes radar sur l'aile.

Le programme a nécessité le développement de 900 nouvelles méthodes de conception-fabrication, incluant de nouveaux matériaux composites à haute température et haute résistance et surtout, des matériaux absorbants les ondes émises par les radars, des outils de découpe ultrasoniques, des outillages à commande numérique pilotés par base de données 3D et des systèmes laser de détection de criques. Plus de 3 500 sous-traitants ont travaillé sur ce programme. Un avion expérimental, le Northrop Tacit Blue, est également construit à la demande de l'USAF et de la Defense Advanced Research Projects Agency (DARPA) pour tester les technologies furtives. Le prototype a volé pour la première fois en février 1982 et accumulé 135 vols jusqu'en 1985, qui ont permis de collecter de nombreuses données utiles à la mise au point du B-2.
Northrop est responsable de la construction de la section avant et du cockpit, Boeing de la partie centrale-avant et de la section extérieure, et Vought produit la section médiane du fuselage ainsi que les pièces en aluminium, en titane et en matériaux composites. Environ 80 % de la masse du B-2 Spirit fait appel aux matériaux composites, notamment du graphite/époxyde pour la structure en nid d'abeilles — réalisée par une filiale américaine de l'entreprise Saint-Gobain — destinée à absorber les ondes radar. L'avionneur et les industriels participant au programme ont reçu le Trophée Collier en 1991.

### Essais en vol

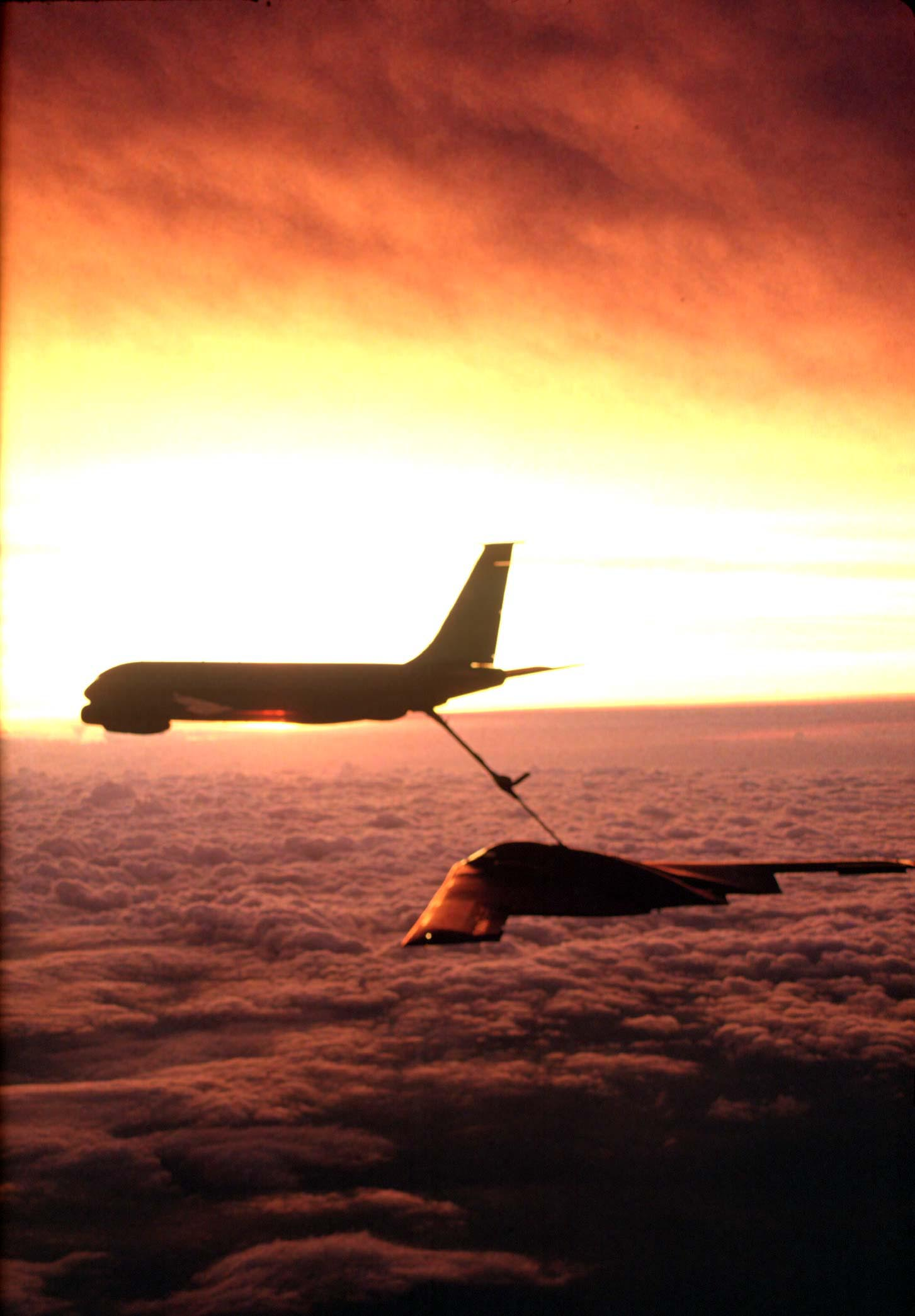
Ravitaillement en vol avec un.

À la surprise générale, l'US Air Force (USAF) a dévoilé en avril 1988 une vue d'artiste de l'appareil, qui avait été jusque-là gardé secret. Le 22 novembre 1988, le premier appareil, immatriculé 82-1066 est sorti de l'usine Air Force Plant 42 de Palmdale, en Californie ; Northrop avait organisé une cérémonie inaugurale et avait pris grand soin de dissimuler les principales particularités de la conception de l'aile, s'arrangeant pour que les 2 500 invités ne voient l'appareil que de l'avant et depuis le sol. Bill Hartenstein, un photographe astucieux a toutefois découvert que l'on n'avait néanmoins pas interdit le survol de l'usine et a ainsi pu obtenir les premières photographies complètes de l'avion grâce à un survol rapide en Cessna.
Le vol inaugural a eu lieu le 17 juillet 1989 (initialement prévu en 1987), lorsque cet appareil a été livré à l'USAF à la base Edwards pour commencer son programme d'essais. Le chef-pilote d'essai de Northrop, le lieutenant-colonel Bruce Hinds, en poste de 1982 à 1991, était aux commandes. Prévu le 15, cet événement est retardé par une défaillance du système de carburant. Il est précédé par une série d'essais de roulage à grande vitesse avec un bref déjaugeage de la roulette de nez.
Un programme d'essais de 3 600 heures de vol a été fixé, débutant avec seize vols (67 heures) de certification et d'essais de maniabilité. Terminés à la mi-juin 1990, ces essais comprenaient également le premier ravitaillement en vol avec un KC-10A, le 8 novembre 1989. Une deuxième série d'essais a débuté en octobre 1990, portant principalement sur les caractéristiques furtives en taille et conditions de vol réelles. On a pu ainsi découvrir que le B-2 ne tenait pas exactement ses promesses en matière de discrétion radar.

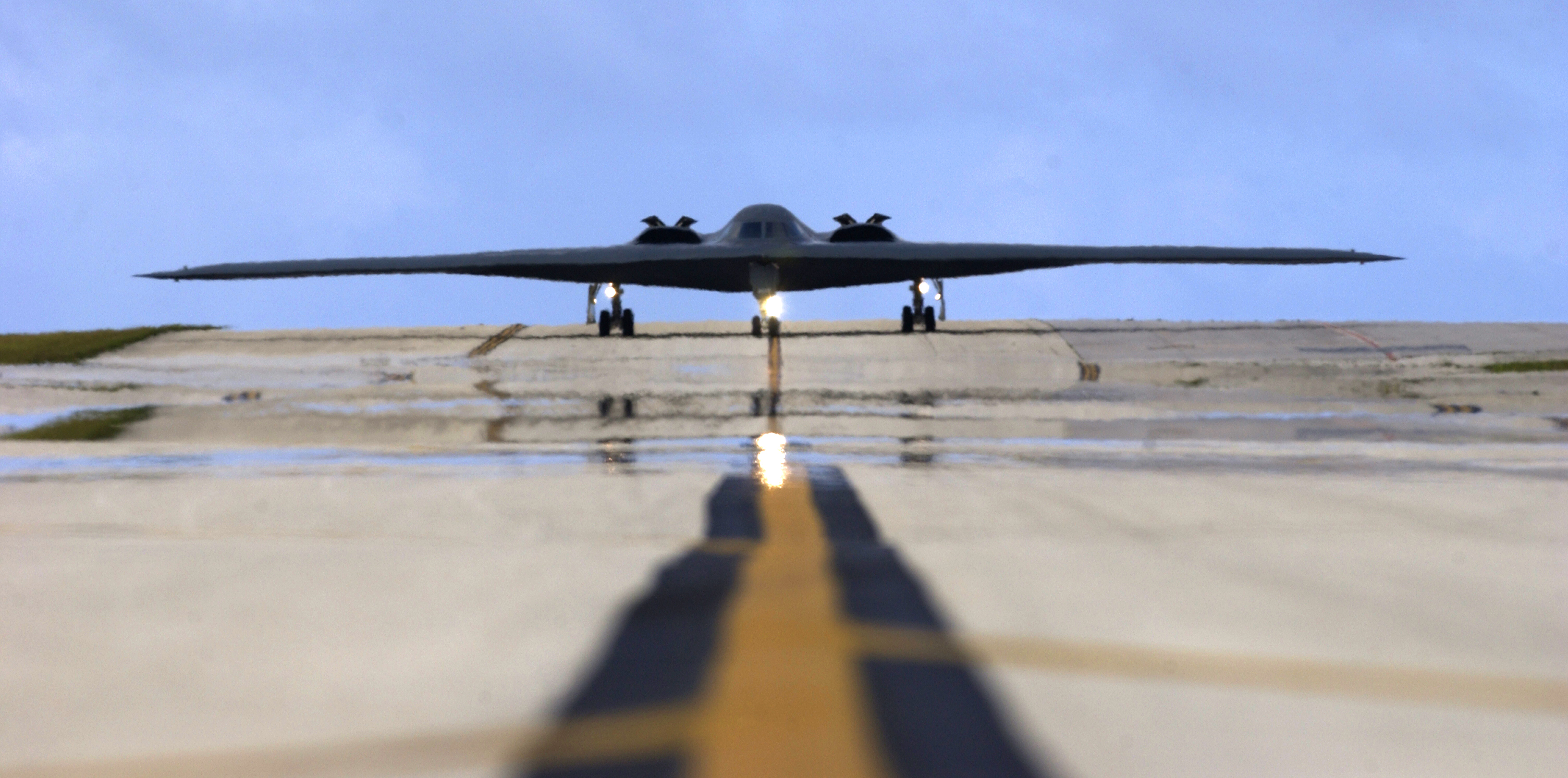
Un B-2 Spirit sur le tarmac de l'Andersen Air Force Base.

En juillet 1991, les défauts de furtivité ont été révélés et il a été admis qu'il pouvait être détecté par des radars au sol de détection avancée à haute puissance ; la Russie a également affirmé qu'il serait vulnérable aux systèmes de missiles sol-air de nouvelle génération tels le S-300PMU (SA-10/A « Grumble ») et le S-300V-9M82/83 (SA-12A/B « Gladiator »). Les vols suivants ont été interrompus pour effectuer des modifications sur le 82-1066, tel un ensemble de « traitements » sur les bords d'attaque et les surfaces portantes afin de réduire la signature de l'appareil dans certaines gammes de fréquences. Les essais de furtivité se sont poursuivis en 1993, pendant que le 82-1067 effectuait des essais de charge et des performances. Le troisième appareil (82-1068) a effectué son premier vol le 18 juin 1991 et a été le premier modèle à être intégralement équipé du nouveau système d'avionique, incluant le radar Hughes AN/APQ-181 à faible probabilité d'interception.
Le premier largage de munitions a été effectué par le quatrième appareil (82-1069), qui avait pris l'air pour la première fois le 17 avril 1992. Le 4 septembre 1992, il a largué une seule bombe inerte Mk 84 de 907 kg. Destiné à recevoir d'autres projectiles et à effectuer des essais climatiques et de furtivité, le cinquième B-2 (82-1070) a pris son envol le 5 octobre 1992, suivi par le 82-1071 le 2 février 1993. À la fin de cette année, le programme avait accumulé 1 500 heures de vol. À la fin de l'année 1997, les 40 000 heures de vol qui étaient programmées avaient été accomplies.

## Descriptif technique

### Vue d'ensemble

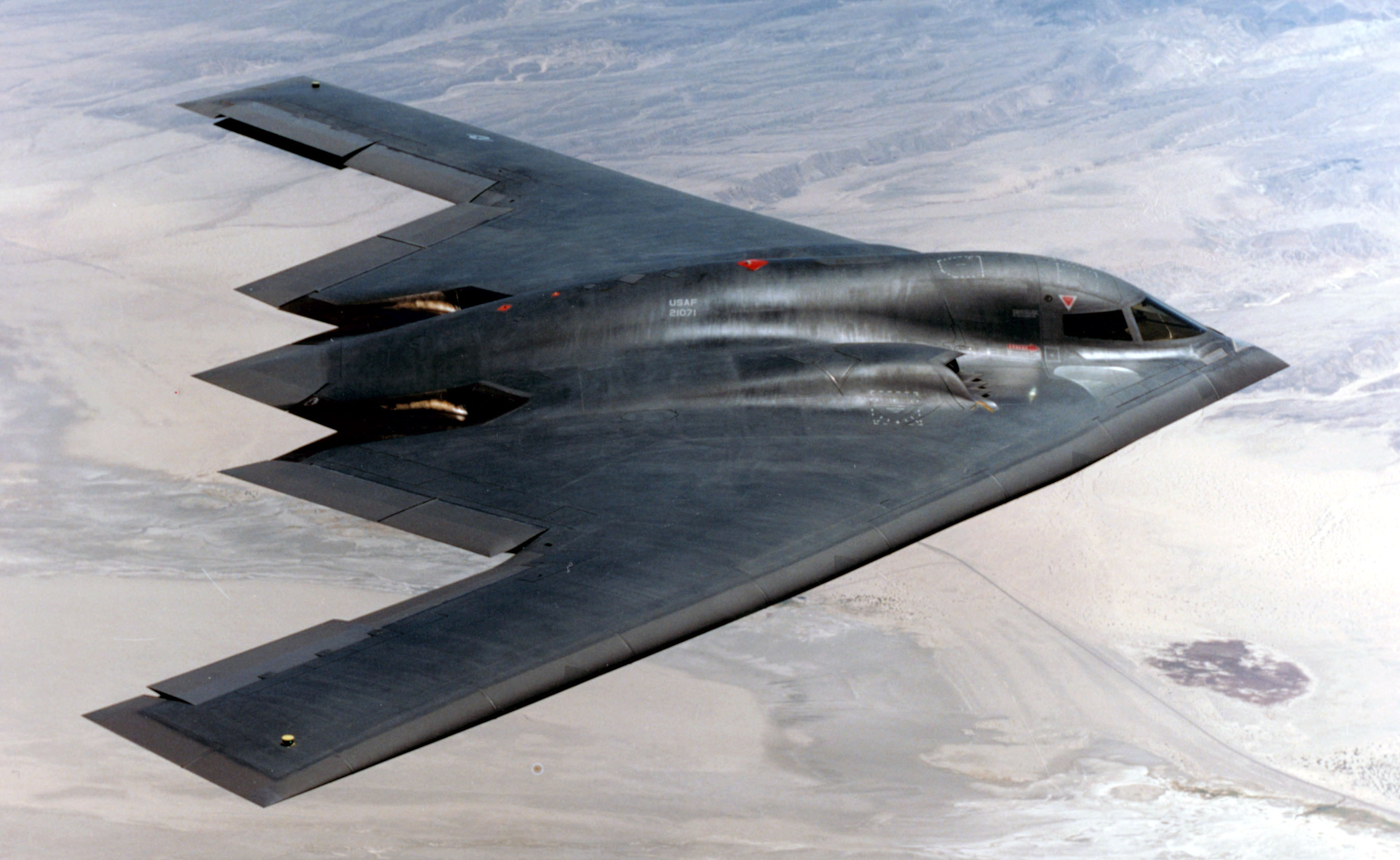
Vue latérale d'un B-2 en vol.

Le B-2 Spirit est développé pour réaliser les missions, vitales pour l'USAF, de pénétration profondes dans le territoire ennemi afin d'effectuer une frappe offensive, éventuellement nucléaire. Le B-2 est une aile volante, c'est-à-dire qu'il ne dispose ni de fuselage ni d'empennage ; sa forme très aérodynamique et ses capacités furtives lui donnent un gros avantage par rapport aux bombardiers précédents, de même que sa grande capacité de transport de bombes. Sa faible signature radar lui donne une grande liberté d'action à haute altitude, permettant ainsi d'accroître son rayon d'action et le champ de vision des systèmes embarqués. Selon l'USAF, la distance franchissable de l'avion est de 11 000 km et elle peut être augmentée par l'usage du ravitaillement en vol, ; à son altitude de croisière, le B-2 se ravitaille toutes les six heures, remplissant à chaque fois ses réservoirs de 45 tonnes de carburant.
En raison de ses caractéristiques de vol complexes et de la nécessité d'avoir une faible signature de télédétection, le développement et la construction du B-2 nécessitent l'utilisation de la conception et de la fabrication assistées par ordinateur,. En apparence, le B-2 ressemble aux bombardiers YB-35 et YB-49 de l'avionneur, tous deux des ailes volantes dont le programme a été abandonné au début des années 1950, prétendument pour des raisons politiques,. Les ressemblances ne se limitent toutefois pas à l'apparence puisque le B-2 est de taille semblable au YB-49 et les deux avions ont la même envergure (52,4 m) ; l'YB-49, en raison de sa forme, a également une faible signature radar,.
Le cockpit dispose de deux sièges éjectables Douglas/Weber ACES II s'évacuant vers le haut, d'un cabinet de  toilette chimique et d'un coin cuisine. Il offre suffisamment d'espace pour un troisième membre d'équipage ou pour « un sac de couchage pour les longues missions » selon l'USAF. Le pilote contrôle l'ordinateur de mission qui gère la désignation des cibles ou leur redésignation en vol. La navigation et le tir de l'armement sont la responsabilité de l'officier des systèmes d'armes (en anglais : Warfare Systems Officier, ou WSO), assis sur le siège de droite. Les deux postes d'équipage disposent chacun de quatre écrans multifonctions couleur. L'appareil est équipé d'un système quadruple de commandes de vol électriques numériques contrôlant les gouvernes de bord de fuite des ailes, combinant les fonctions d'aileron, de gouverne de profondeur et de volets qui représentent 15 % de la surface de l'aile. Un embryon d'empennage horizontal sert de compensateur de profondeur ainsi que d'amortisseur de rafales en coopération avec les ailerons. Il est à noter qu'en raison de son profil plat et lisse, typique des ailes volantes, l'appareil serait très certainement très difficile, voire impossible à piloter s'il n'était pas équipé de ses ordinateurs de bord. Ce problème avait d'ailleurs affecté sérieusement la mise en œuvre des ailes volantes des années 1950, et de petites dérives verticales avaient dû être ajoutées pour conserver une certaine stabilité en lacet.

### Furtivité
L'USAF a commandé à Northrop et ses associés 132 B-2A dont 120 seront dotés d'armes nucléaires. En forme d'aile volante sans dérive verticale, le B-2A fait appel à une technologie L.O. (low observables) de pointe, qui l'a fait surnommer "Stealth Bomber" (bombardier furtif). Sa structure alvéolaire et son revêtement en matière radar-absorbante, composée essentiellement de fibre de carbone (graphite et époxy), le rendraient invisible.

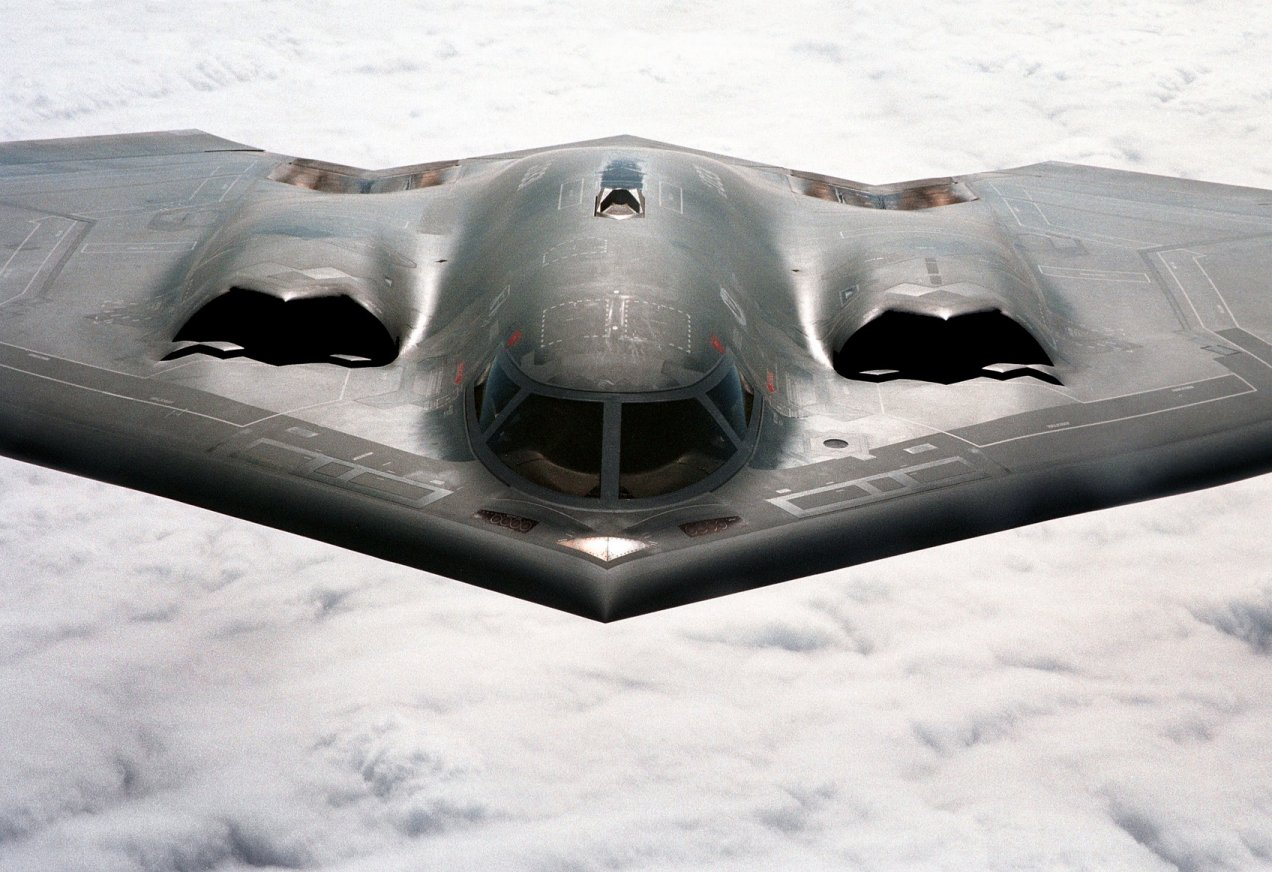
Vue du cockpit et de l'entrée d'air des turboréacteurs modèle GE F118.

Le bord d'attaque en flèche (33°) et le bord de fuite en dents de scie piègent pour leur part les ondes radar. La technique employée pour l'application des divers angles donnés aux bords d'attaque et de fuite s'appelle l'alignement des plans. Elle permet de n'offrir à un radar ennemi que deux positions possibles de l'avion pour lesquelles la réflectivité radar est maximale, ce qui limite énormément les probabilités de détection (cette technique de conception est aussi visble sur le Lockheed Martin F-22 Raptor, dont les plans sont tous inclinés selon les mêmes pentes et avec les mêmes angles). D'autres contre-mesures de détection passives incluent des prises d'air incurvées en forme de « S » (désignées « S-ducts » en anglais) et des panneaux diélectriques furtifs recouvrent le radar à synthèse d'ouverture et empêchent son antenne de refléter les ondes radar, tout en permettant son fonctionnement normal.
Le Northrop B-2 Spirit est propulsé par quatre turboréacteurs à double flux General Electric F118-GE-100 sans postcombustion, dérivés de la famille F110 qui équipent les Rockwell B-1B, Grumman F-14, McDonnell Douglas F-15 et General Dynamics F-16, d'une masse à sec unitaire d'environ 1 450 kg et d'une poussée maximale de 84,5 kN. Pour réduire leur signature infrarouge, les gaz d'échappement des réacteurs sont évacués par des tuyères en forme de « V » montées au-dessus et en retrait, pour masquer ces sources thermiques aux détecteurs terrestres. De l'acide chlorofluorosulfonique, dérivé de l'acide sulfonique, est par ailleurs injecté dans le sillage d'échappement pour empêcher la formation de traînées de condensation.

### Avionique
Pour rectifer la visée de l'objectif à la dernière minute, le B-2A active brièvement son radar à synthèse d'ouverture Hughes Aircraft (absorbé par Raytheon en 1997) AN/APQ-181 qualifié de système « à faible probabilité d'interception (en) », équipé de contre-mesures électroniques et possédant 21 modes de fonctionnement, dont un mode de suivi de terrain éclairant une zone minimale avant de lancer son attaque. Il est équipé d'un système de guerre électronique intégrant le détecteur d'émissions radar AN/APR-50 (ZSR-63) d'IBM Federals Systems, dont les essais et suivis ont été effectués par le 16th Electronic Warfare Squadron de la base aérienne d'Eglin, en Floride. Le système de gestion défensif (en anglais : Defensive Management System, DMS) — qui utilise des capteurs, des récepteurs passifs et des ordinateurs pour alerter les équipages de l'emplacement des systèmes de défense aérienne ennemis — subit des mises à jour au fur et à mesure pour s'adapter aux systèmes de défense aérienne haut de gamme de plus en plus mobiles et capables d'utiliser la technologie de traitement numérique en réseau, tels le S-400 Triumph.
Le radar est à l'origine une antenne à balayage électronique passive opérant originellement en bande Ku, mais sa modernisation en radar à antenne active (AESA) déplace sa fréquence vers une bande où l'USAF est l'utilisateur principal. Ce changement effectué à partir de 2004, améliore sensiblement la furtivité du B-2A tout en augmentant la puissance totale du radar. Il devait être opérationnel à l'origine sur toute la flotte dès 2010, mais fin 2009, seuls neuf avions en étaient équipés. Le contrat pour les treize derniers avions a été signé le 30 décembre 2008, pour un montant de 468 M$ avec une livraison prévue en 2012.

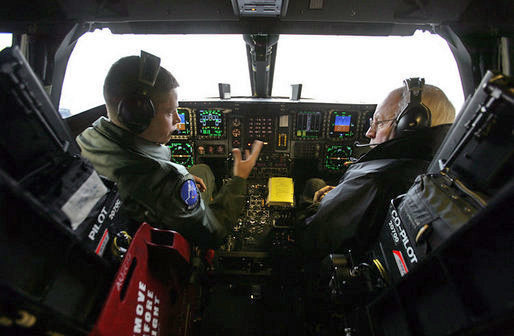
Le cockpit du B-2 Spirit présenté à Dick Cheney en 2006.

### Améliorations

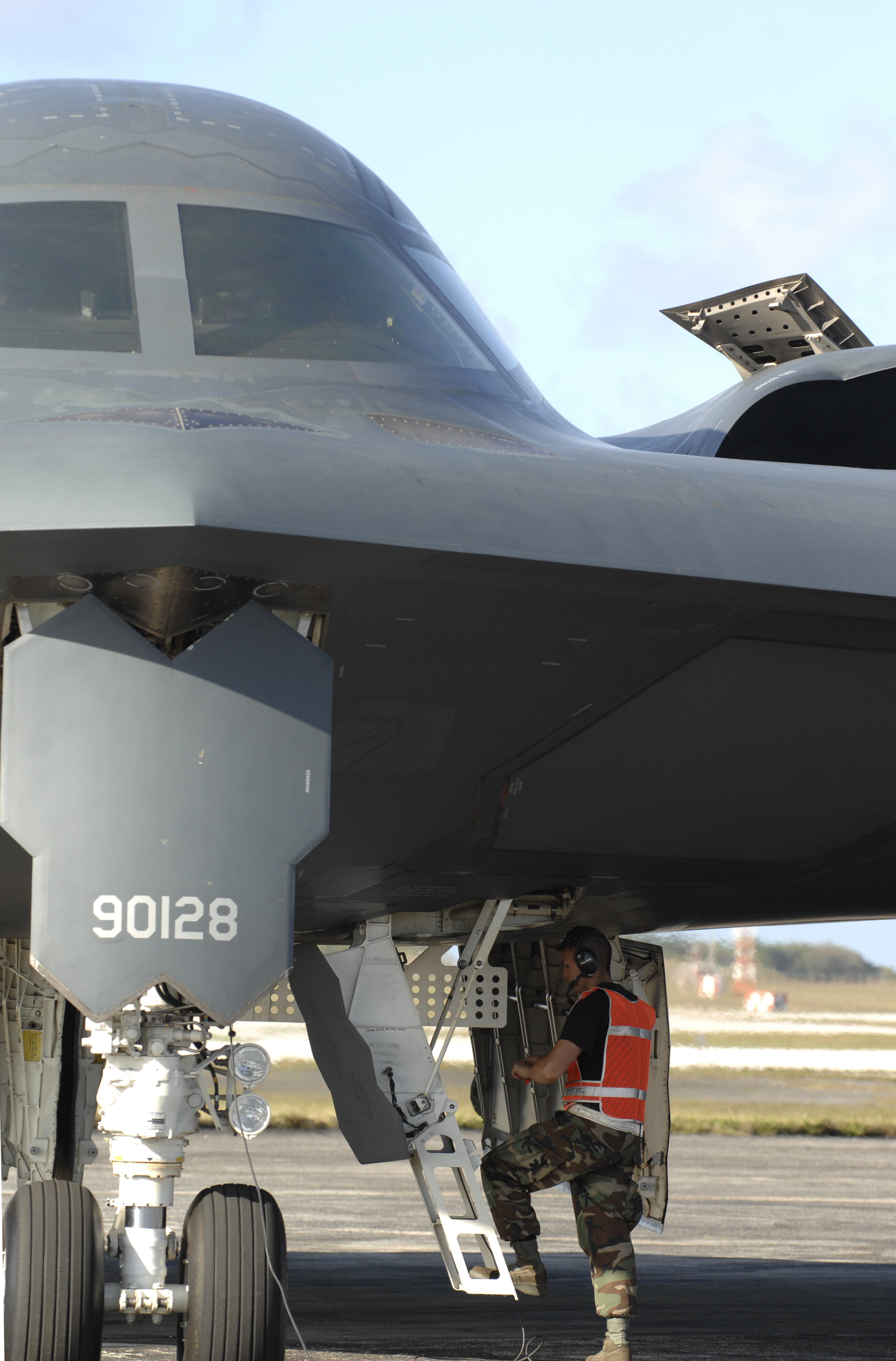
La trappe d'accès à l'habitacle se situe sous l'appareil.

En 2002, il a été décidé d'accélérer le programme d'amélioration de la maintenance, de l'électronique ainsi que la capacité de transport de nouveaux armements. Un contrat a été signé en 2004 pour moderniser son avionique, faire face à l'obsolescence de son informatique et le doter de la Liaison 16.
À partir de 2017, les avions sont également équipés d'un système de communication à très basse fréquence nommé Common Very Low Frequency Receiver Increment 1 (CVR-1) construit par Rockwell Collins, permettant de recevoir, entre autres, des messages préformés en cas de conflit nucléaire (Emergency Action Message (en)) par le High Frequency Global Communications System (en). La fin du contrat est prévu en mars 2019.
Pendant leur service dans l'US Air Force, qui estime leur potentiel structural à 40 000 heures de vol, la responsabilité de la maintenance des B-2 est assurée par l'Oklahoma City Air Logistics Center de la base de Tinker pour les systèmes électroniques, par l'Odgen Air Logistics Center de Hill AFB pour le train d'atterrissage et par Northrop-Grumman, à Palmdale, pour les maintenances périodiques. Le B-2 manquant de surfaces verticales pour les marques d'identification, celles-ci sont inscrites sur les trappes du train d'atterrissage principal, qui portent le code de la base, le numéro de série et, au moins sur le 88-0329, les légendes « Spirit of Missouri » et « Follow Us » (« Suivez-nous »).

### Options d'armement

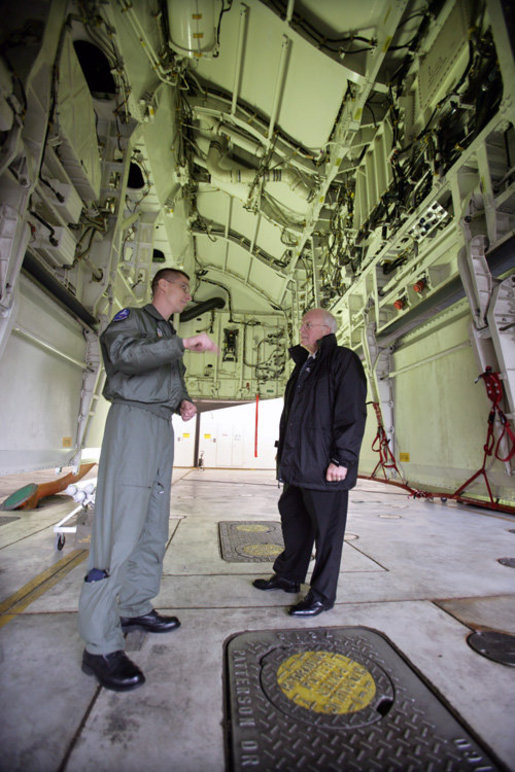
Soute à armement du B-2 ouverte.

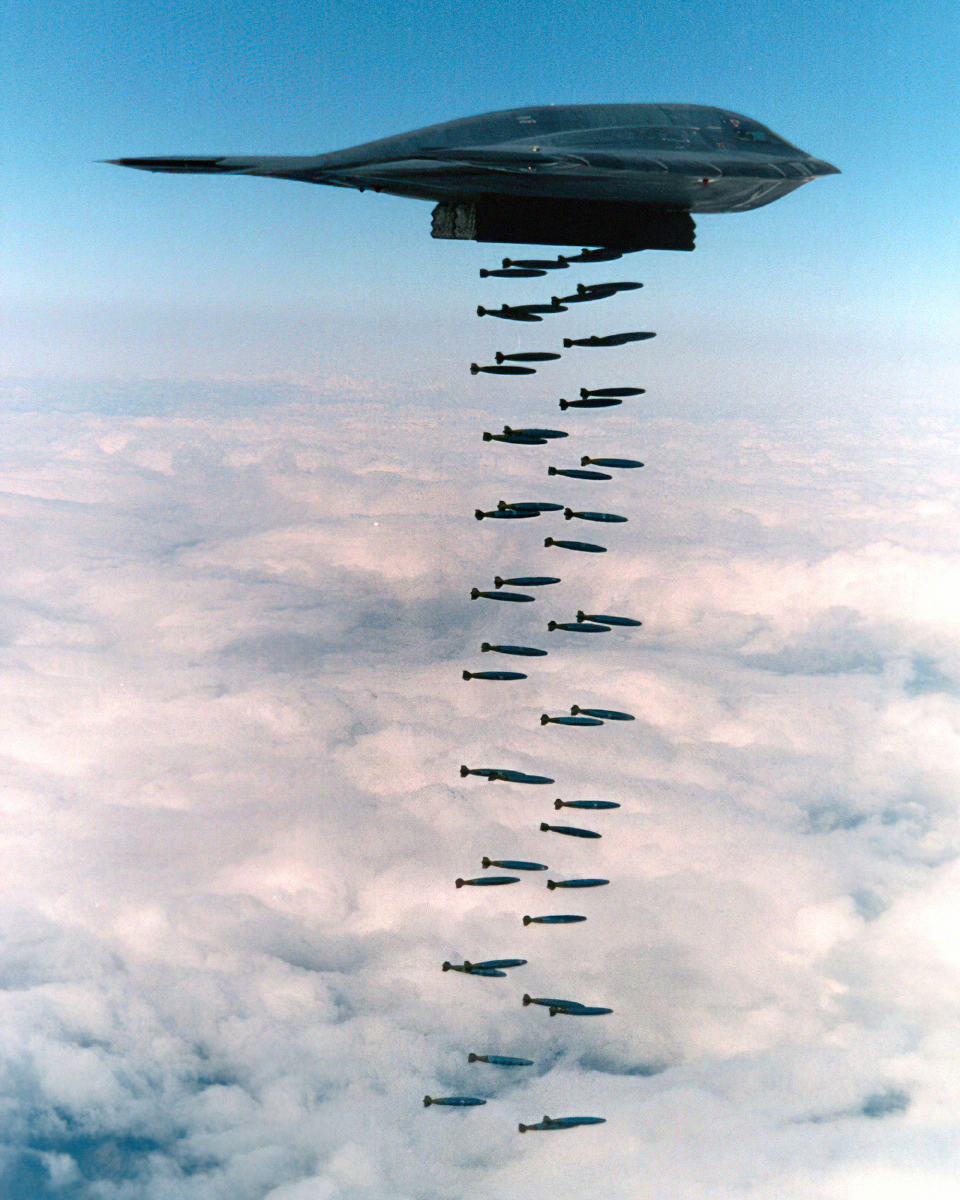
Exercice de bombardement réalisé en 1994.

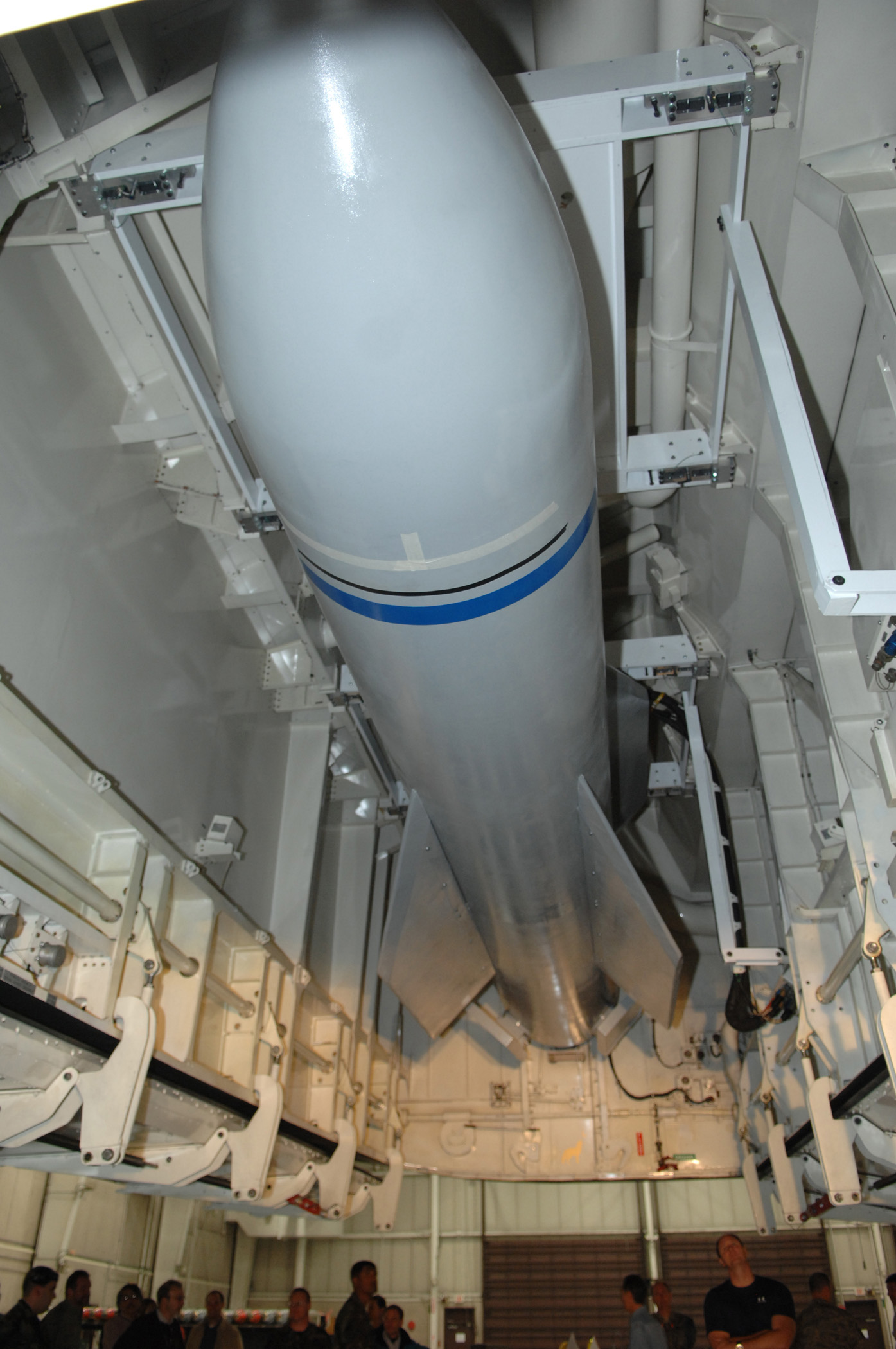
Une maquette de Massive Ordnance Penetrator dans la soute d'un B-2.

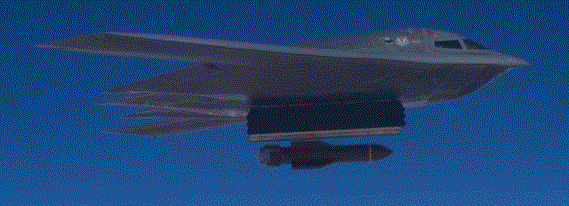
Largage d'une MOP par un B-2.

Le Northrop B-2 Spirit est construit autour de deux grandes soutes à armement, placées côte-à-côte dans la partie inférieure de sa partie centrale. Devant chaque baie, des petits volets s'abaissent pour produire des tourbillons garantissant une bonne séparation des munitions air-sol pendant leur largage. Des lanceurs rotatifs dans les deux soutes peuvent recevoir une charge théorique de 34 020 kg ou 35 800 kg. Toutefois, une telle charge diminuerait fortement le rayon d'action de l'appareil, la consommation de carburant étant alors multipliée par trois,. Elle est donc limitée en pratique à 18 144 kg et, selon la réglementation américaine de la guerre nucléaire SIOP (Single Integrated Operational Plan), aucune charge nucléaire ne doit dépasser 9 072 kg.
La conception de ce lanceur rotatif commun (Common Rotary Launcher) au  B-1, B-52 et B-2 d'un poids pouvant dépasser 35 tonnes chargé commence en 1981, il est destiné à l'origine à embarquer 8 ALCM. Il faut onze heures pour charger celui-ci de manière classique les huit missiles un à la fois et deux heures et demi dans une installation spécialisée coûtant, pour celui demandé pour la base aérienne d'Andersen à Guam en 2020, 56 millions de dollars.
Le B-2 est capable d'emporter jusqu'à 80 bombes classiques Mk 82 de 227 kg, mais il est trop précieux pour être utilisé comme simple « camion à bombes » (un exercice plutôt réservé au B-52). Un exercice impliquant le largage en une seule passe de 22 secondes de 80 bombes de 227 kg « intelligentes » JDAM guidés par GPS sur une zone étendue avec une précision de 10 mètres a eu lieu le 10 septembre 2003 avec succès à Hill Air Force Base, dans l'Utah. Pour les missions stratégiques avec armement tiré à distance de sécurité, il emporte 16 missiles de croisière AGM-158 JASSM et JASSM-ER. Cette version d'une portée d'un millier de kilomètres a été testée avec succès en décembre 2021.
Son cahier des charges d'origine prévoyait qu'il pouvait emporter aussi l'AGM-129A, mais ce missile ne semble pas avoir été mis en place sur le B-2 avant son retrait du service en 2007. Il devait également emporter les missiles furtifs AGM-131 SRAM II ou AGM-137 TSSAM, dont les développements ont été arrêtés respectivement en 1991 et 1994.
Le B-2 peut également emporter 16 bombes nucléaires lisses B61 et B83, soit 16 bombes conventionnelles Mk 84 de 907 kg, 8 GBU-37 ou EGBU-28 de deux tonnes avec 8 JDAM, ou 80 mines marines Mk 62, ou des GBU-37 de 4 700 kg, dites « bunker buster » (en français : destructeurs de bunkers), ainsi que diverses autres munitions, telles des bombes à sous-munitions, comme la bombe MOP (Massive Ordnance Penetrator), qui pèse 13,5 t et permet de traiter des objectifs durcis. Un nombre non précisé de B-2 sont capables de transporter deux de ces bombes MOP dans ses soutes latérales pour des missions de combat, depuis la réception de ces munitions en septembre 2011, mais il est à supposer que son autonomie est réduite lorsqu'il est armé de ces bombes gigantesques.
En 2008, le programme de modernisation suivait son cours. Northrop Grumman a annoncé le début de l'intégration de la GBU-39 Small Diameter Bomb Incremement II. La SDB-II est une petite bombe de 125 kg, qui permettra au B-2A de jouer le rôle d'avion d'attaque au sol, car cette munition pourra frapper depuis la haute altitude un objectif mobile qui a pu se déplacer entre l'instant du largage et l'arrivée de l'engin sur la cible. Il sera nécessaire de moderniser le système d'armes de l'appareil. Ainsi, les écrans multifonctions devront être capables d'afficher des données analogiques et numériques et il faudra qualifier de nouveaux modes radar air-sol. L'autre intérêt de la relativement faible charge militaire de ces bombes est la diminution des risques de dommages collatéraux lors de bombardements sur des cibles en zones urbaines ou densément peuplées.
Dans les années 2010, Northrop prévoyait d'installer une interface universelle pour l'armement (UAI, Universal Armament Interface) destinée à réduire les coûts et le temps nécessaires pour intégrer les futures munitions guidées sur l'appareil. Cela concerne la standardisation des connexions physiques et des protocoles logiciels qui permettent la communication entre l'avion et la munition, et nécessitera la mise à jour des calculateurs d'affichage et de gestion des soutes à bombes.
| Type                     | Désignation          | Nombre emporté       | Masse                | Commentaires |                      |
| Bombes à chute libre     | Bombes à chute libre | Bombes à chute libre | Bombes à chute libre | Bombes à chute libre | Bombes à chute libre |
| ------------------------ | -------------------- | -------------------- | -------------------- | --- | -------------------- |
| Nucléaire                | B61                  | 16                   | 320-540 kg           | Max. 300 kt, certifiée opérationnelle en 1993                                                                                  |                      |
| Nucléaire                | B83                  | 16                   | 1 090 kg             | Max. 1,2 mégatonne, certifiée opérationnelle en 1993                                                                           |                      |
| Conventionnelle          | Mark 82              | 80                   | 227 kg               | |                      |
| Conventionnelle          | Mark 84              | 16                   | 908 kg               | Certifiée opérationnelle en 1998                                                                                               |                      |
| Grenade anti-sous-marine | DST Mk 36            | 80                   | 227 kg               | Bombe Mark 82 convertie en mines ou charges de profondeur                                                                      |                      |
| Mine marine              | Mark 62              | 80                   | 227 kg               | Mine marine à capteurs sismiques et magnétiques                                                                                |                      |
| Bombe incendiaire        | M117                 | 36                   | 340 kg               | |                      |
| Bombe à sous-munitions   | CBU-87               | 36                   | 430 kg               | 202 projectiles formé par explosion, certifiée opérationnelle en 1998                                                          |                      |
| Bombe à sous-munitions   | CBU-89 (en)          | 36                   | 322 kg               | 72 mines antichars et 22 mines anti-personnelle, certifiée opérationnelle en 1998                                              |                      |
| Bombe à sous-munitions   | CBU-97 (en)          | 36                   | 420 kg               | 10 BLU-108 (en) comportant chacune quatre ogives à technologie d'acquisition de cibles, certifiée opérationnelle en 1998       |                      |
| Bombes guidées           |                      |                      |                      | |                      |
| Guidage GPS              | GBU-38 JDAM          | 80                   | 227 kg               | Certifiée opérationnelle en juillet 1997                                                                                       |                      |
| Guidage GPS              | GBU-32 JDAM          | 16                   | 454 kg               | |                      |
| Guidage GPS              | GBU-36               | 8                    | 908 kg               | Bombe Mk-84 modifiée |                      |
| Guidage GPS              | GBU-37               | 8                    | 2 041 kg             | Dotée d'une charge militaire de BLU-113, certifiée opérationnelle en 1998                                                      |                      |
| Guidage GPS              | EGBU-28              | 8                    | ~2 268 kg            | Basée sur la GBU-28 |                      |
| Guidage GPS              | MOP                  | 2                    | 13 600 kg            | Certifiée opérationnelle en septembre 2011                                                                                     |                      |
| Guidage laser            | GBU-27 Paveway III   | 8                    | 1 065 kg             | |                      |
| Guidage laser            | GBU-28 Paveway III   | 8                    | 2 268 kg             | |                      |
| Bombes planantes         |                      |                      |                      | |                      |
| Bombe planante           | GBU-39               | 216                  | 192 kg               | Intégration débutée en 2008 |                      |
| Bombe planante           | AGM-154 JSOW         | 16                   | ~475 kg              | Certifiée opérationnelle en 1999                                                                                               |                      |
| Missile de croisière     | AGM-129 ACM          | 16                   | 1 334 kg             | Armement prévu à l'origine, ne semble pas avoir été intégré sur le B-2, annonce du retrait programmé de ces armes en mars 2007 |                      |
| Missile de croisière     | AGM-158 JASSM        | 16                   | 1 020 kg             | Certifiée opérationnelle en 2002                                                                                               |                      |

### Maintenance

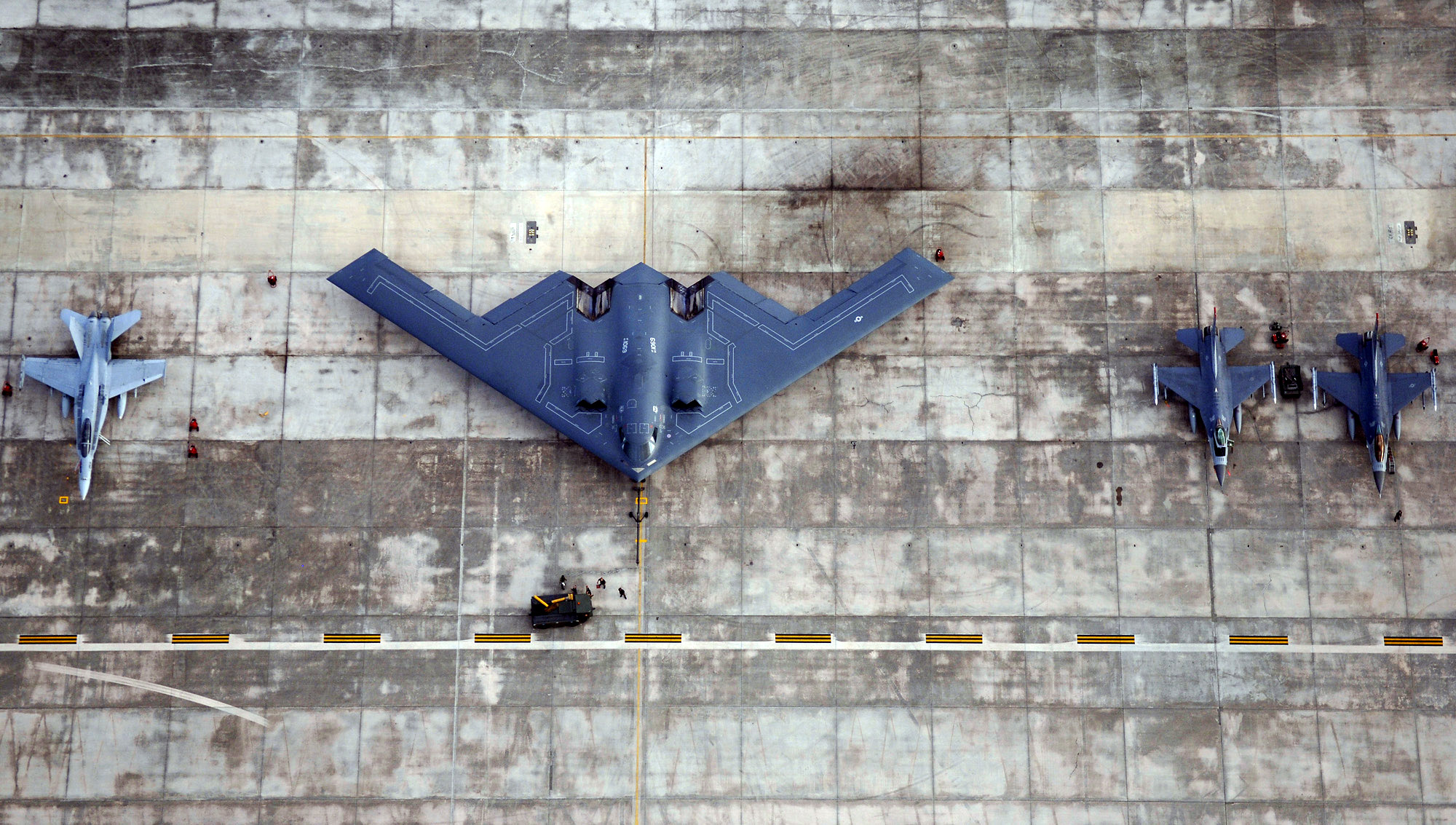
Un B-2 Spirit, stationné à l'Andersen Air Force Base entre un F/A-18 Hornet et deux F-16 Fighting Falcon.

Le point faible du B-2 est la fragilité de son revêtement antiradar qui lui interdit de stationner longtemps à l'extérieur de ses hangars. Des hangars démontables pressurisés, connus sous le nom de B-2 Shelter System [B2SS] Extra Large Deployable Aircraft Hangar Systems, ont été créés pour surmonter cette difficulté à partir de 1999. Construit par American Spaceframe Fabricators Inc. fondé en 1998, ils sont gourmands en logistique, coûtent entre 2 et 2,5 millions de dollars pièce et nécessitent 29 sorties de C-130 pour leur transport.
Sa maintenance courante a été longtemps impossible en dehors de son unique base de Whiteman, à cause des soutiens logistiques très spécifiques qu'il nécessite, qui n'étaient disponibles que sur cette base jusqu'à la création des hangars démontables et la construction de bâtiments pouvant recevoir l'avion sur les bases d'Andersen Air Force Base sur l'île de Guam dans l'océan Pacifique, de Diego Garcia dans l'océan Indien et de la Royal Air Force de RAF Fairford en Angleterre. Depuis 2018, il est également déployé régulièrement depuis la base aérienne de Hickam-Pearl Harbor a Hawaï.
Des améliorations portant sur le revêtement furtif du B-2 le rendant plus résistant à l'humidité et permettant une maintenance allégée, ont été réalisées grâce notamment à un système de diagnostic des revêtements furtifs. Ainsi, début 2008, une nouvelle technique passant par la projection d'un spray de revêtement furtif séchant en moins d'une heure a permis de réduire de 64 % le nombre d'heures de maintenance pour l'entretien de la furtivité. En mars 1997, il fallait 124 heures de maintenance pour une heure de vol, l'objectif à cette date était de le faire baisser à 60 voire 50 heures; dès 2014, il ne fallait plus que 47 heures de maintenance pour une heure de vol.
Sa lourde maintenance fait que pas plus de la moitié de la flotte de B-2 ne peut être utilisée au même moment en opération. Lors de la réception des premiers avions, il fallait faire une révision générale toutes les 200 heures de vol. En 1999, ce délai a été porté à 600 heures. Le B-2 reste cependant un appareil nécessitant une maintenance très poussée et assez intensive. Un mécanicien dispose de 750 manuels techniques de référence pour réparer l'avion.
La révision complète d’un B-2, ou maintenance programmée en dépôt qui se concentre sur la réparation du bombardier et de son matériel furtif, dont le revêtement externe, a lieu tous les neuf ans. Elle dure en moyenne 470 jours pour la maintenance programmée en dépôt. En 2024, suite à des améliorations, celle du B-2 « Spirit of Nebraska » n°89-0128 à duré 379 jours.
En temps normal, seize des vingt appareils restants sont censés être opérationnels en permanence, les quatre autres étant en entretien ou servant à des tests. Le taux de disponibilité, qui était de 54,7 % en 2010, est passé à 46,8 % en 2013, à la suite de coupes budgétaires dans le budget fédéral des États-Unis (75 % de disponibilité pour le B-52, 58 % pour le B-1B),. Au 1er septembre 2015, douze étaient déployés, huit non-déployés et l'un de ces derniers servait pour des tests.

### Fraude du constructeur, affaires d'espionnage et problèmes de sécurité

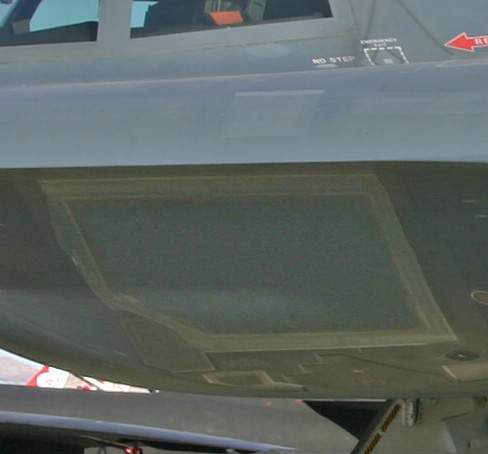
Un radar AN/APQ-181 construit spécifiquement pour le B-2.

En 1985, Northrop aurait menti au gouvernement concernant les progrès de la conception du système de brouillage des ondes radar SP-3/ZSR 62 et, en conséquence, l'USAF lui a attribué un contrat de 254 millions de dollars pour le construire. Après avoir obtenu le contrat, Northrop est soupçonné d'avoir présenté des résultats concernant des équipements de contrôle et des procédures dépassés et inutiles, en prétendant que ces divers circuits étaient opérationnels alors que Northrop savait que, comme pour le produit fini, ils ne l'étaient pas. Après deux ans de financement supplémentaires, l'USAF a stoppé ce projet. La société est également accusée de surfacturations diverses sur plusieurs programmes militaires. En 2005, elle a payé 63 millions de dollars à la justice américaine pour que l'on abandonne les charges contre elle.
En 1984, un employé de Northrop, Thomas Cavanaugh (en), a été arrêté pour avoir tenté de vendre des informations classifiées à l'Union soviétique, qui, apparemment, ont été sorties clandestinement de l'usine de Pico Rivera. Cavanaugh a finalement été condamné à la prison à perpétuité puis libéré sous condition en 2001.
Noshir Gowadia, l'un des principaux ingénieurs ayant conçu le B-2, notamment le système de propulsion et le système de défense contre les missiles à auto-directeurs infrarouges, est arrêté en 2005. Travaillant chez Northrop puis au Laboratoire national de Los Alamos avant de fonder sa propre entreprise en 1999, Il est accusé d'avoir livré des informations confidentielles sur celui-ci à plusieurs États (incluant l'Allemagne, la république populaire de Chine, Israël, l'Iran, l'Inde et la Suisse) à partir de 1999. Il est condamné, le 24 janvier 2011, à 32 ans de prison,.
La version AN/APQ-181 à antenne active développée à partir de 2002 n'a pu être mise en œuvre telle que prévue. La fréquence sur laquelle elle fonctionnait ayant été vendue par la Federal Communications Commission en 2008 par inadvertance à une société civile dirigée par un citoyen malien éduqué en Russie. Le coût de la modification des vingt radars, selon un article de 2009, pourrait approcher le milliard de dollars.

## Financement
Le budget initial était prévu pour une flotte de 132 exemplaires, dont les prototypes, mais par la suite, ce nombre avait été réduit à 75. La fin de la guerre froide élimina la nécessité de pénétration furtive, principale mission prévue pour le B-2. En raison de contraintes budgétaires et de l'opposition du Congrès, le président George H. W. Bush annonça en 1992, dans son discours sur l'état de l'Union, que la production du B-2 serait limitée à 20 appareils. En 1996, cependant, l'administration Clinton, bien qu'initialement engagée à limiter la production à 20 exemplaires, autorisa la conversion d'un 21e bombardier, un prototype, qui sera porté au standard Block 30 et deviendra pleinement opérationnel, pour un coût de 500 millions de dollars.
Après les six premiers avions commandés en 1982, trois autres ont pu être financés lorsque le B-2 était encore un projet « noir ». En 1989, des fonds ont été débloqués pour trois autres unités, puis deux en 1990 et enfin deux autres en 1991. Le Congrès a ensuite bloqué les acquisitions à ces seize (quinze pour l'USAF) appareils. L'USAF a alors affirmé qu'elle ne pouvait garantir une capacité opérationnelle efficace avec moins de vingt appareils. Ainsi, en 1993, le financement de cinq B-2 supplémentaires a été approuvé. Cette autorisation du financement était assortie de la condition que les problèmes de furtivité soient résolus pour que la production puisse débuter. Le coût par avion (prêt au vol) était alors de 2,22 milliards de dollars (
4 milliards aujourd'hui).
En 1987, les estimations initiales du programme pour 75 avions s'élevaient à un total de 64,7 milliards de dollars américains (
146 milliards aujourd'hui) ; en 1996, l'US General Accounting Office estimait que le coût du programme, avec les 21 appareils construits, était de 44,785 milliards de dollars (
73 milliards aujourd'hui). Il n'est pas impossible que certaines parties du budget colossal du B-2 aient été consacrées à d'autres projets secrets.
| Développement (en M$)                           | Développement (en M$) | Série (en M$)             | Série (en M$) |
| ----------------------------------------------- | --------------------- | ------------------------- | ------------- |
| Part Northrop                                   | 21 217                | Prix des avions           | 13 969        |
| Moteurs (GE)                                    | 569                   | Coûts fixes               | 1 718         |
| Armements                                       | 125                   | Rechanges                 | 1 488         |
| Simulateurs de vol                              | 561                   | Équipements, entraînement | 1 653         |
| Préparation de mission                          | 338                   | Rétrofit                  | 162           |
| Essais officiels                                | 793                   | Maintenance               | 513           |
| Autres dépenses                                 | 580                   | Maintenance logiciels     | 353           |
| Divers                                          | 446                   | Bâtiments et divers       | 299           |
| Total R&D                                       | 24 629                | Total acquisitions        | 20 155        |
| Source : Air et Cosmos no 1586, 8 novembre 1996 |                       |                           |               |

Le maintien en condition des 21 appareils et leur modernisation coûte en moyenne près de 700 millions de dollars par an. Chacun des engins vaut environ sa propre masse en or (Juin 2025).
Le budget en 2022 du 509th Bomb Wing est de 2,1 milliards de dollars américains.
Une étude du Center for Defense Information sur le coût de l'heure de vol des avions de l'USAF déclare les chiffres suivant pour le B-2 :
| Année | 2001     | 2002     | 2003     | 2004     | 2005      | 2006     | 2007     | 2008      | 2009      | 2010      |
| Coût  | 85 897 $ | 81 627 $ | 71 078 $ | 89 401 $ | 100 937 $ | 86 402 $ | 88 767 $ | 135 214 $ | 135 756 $ | 135 182 $ |

## Engagement

### Carrière opérationnelle

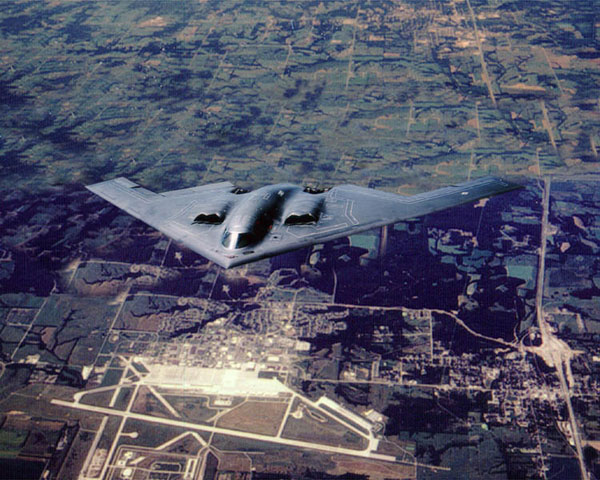

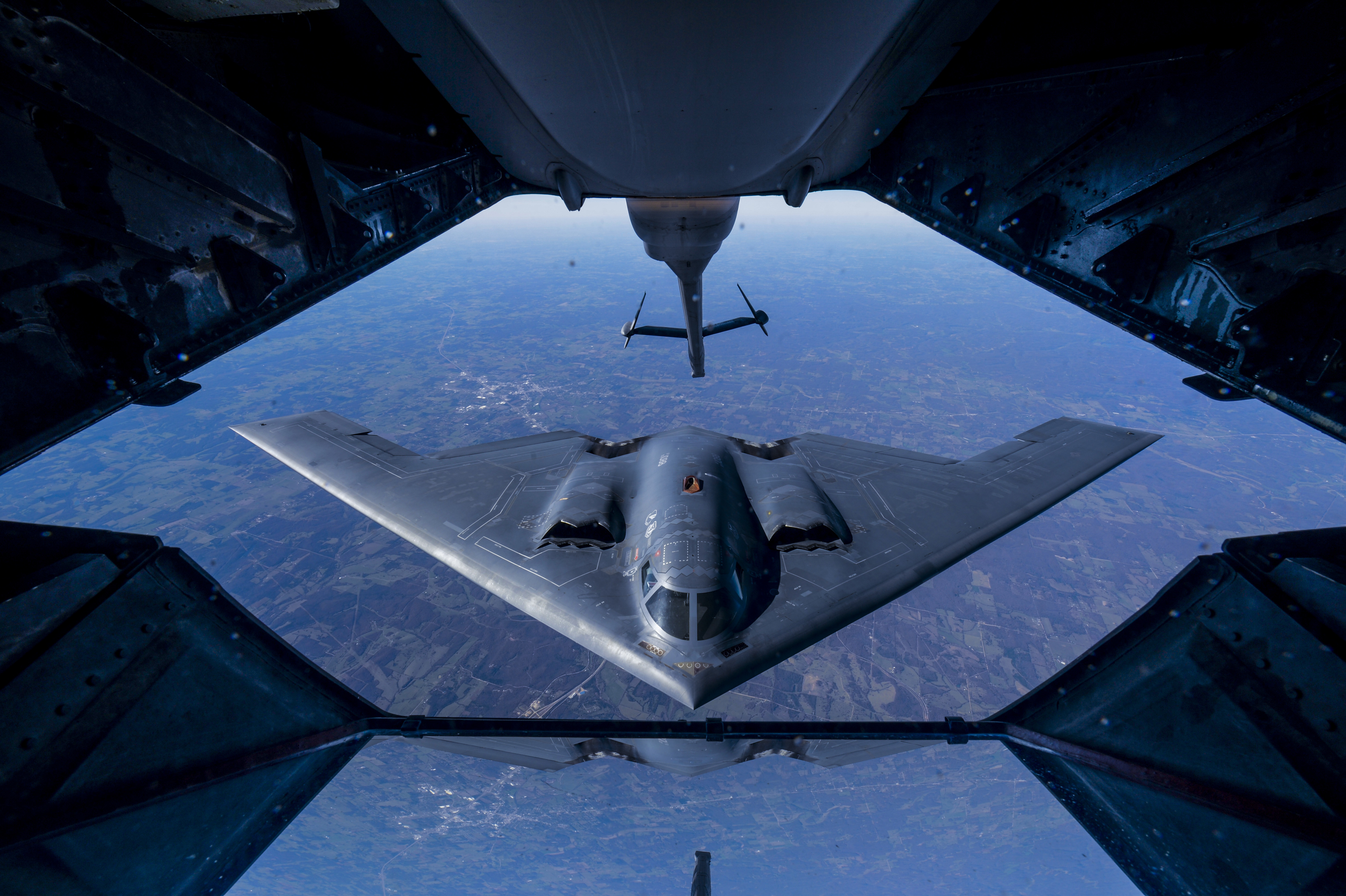
Un B-2 Spirit se préparant à être approvisionné par un KC-10 Extender au-dessus du Kansas, base Joint Base McGuire–Dix–Lakehurst.

Les 19 appareils opérationnels en 2019 dépendent du 509th Bomb Wing, l'escadre qui a effectué les deux bombardements nucléaires sur le Japon en 1945, basé à la Whiteman Air Force Base, dans l'État du Missouri ; cette unité est passée sous le giron du Global Strike Command en avril 2010. Celui-ci se compose de deux escadrilles, les 325th et 393rd Bomb squadron. Un B-2 au minimum est constamment en Californie pour servir de banc d'essais. Depuis 2008, le 131st Bomb Wing (en) de la Garde nationale aérienne (ANG) du Missouri opère avec les avions du 509th.
Le premier bombardier opérationnel est le Spirit of Missouri, réceptionné sur la base de Whiteman le 17 décembre 1993, lors du 90e anniversaire du premier vol des frères Wright. L'escadre est quant à elle opérationnelle après la livraison de ses 20 avions en avril 1997. Le dernier des avions opérationnel est le prototype Spirit of America le 14 juillet 2000 qui n’avait jamais été prévu pour faire partie de la flotte de 20 aéronefs de la Force aérienne. La décision de l'intégrer dans la flotte d'active a lieu au début de 1996 lorsque la Force aérienne a décidé de porter sa flotte de B-2 à 21 exemplaires.
L'USAF annonce que des missions de 50 heures sont possibles, avec toutefois une bonne préparation et plusieurs ravitaillements en vol, ce qui veut dire que ces appareils peuvent frapper n'importe quel point de la planète. Les pilotes de B-2 volent sur des avions d'entraînement supersoniques T-38 Talon pour maintenir les heures de vol nécessaires pour répondre à leurs exigences de mission.
Ils effectuent régulièrement des missions de dissuasion et de démonstration de force dans les zones sensibles telles que la péninsule de Corée et l'Europe. Le 15 août 2025, le B-2 fait une apparition remarquée en survolant l'Alaska où se déroulent des négocations entre les présidents des Etats-Unis et de Russie, concernant la guerre en Ukraine.
Fin 2006, l'USAF a indiqué que le B-2 Spirit devrait rester en service jusqu'en 2058,, et a lancé en juillet 2014 un appel d'offres pour trouver un successeur aux B-52 et B-1, via le programme Long Range Strike Bomber (LRSB). Le Northrop Grumman B-21 Raider, qui a été retenu pour ce programme, reprend le concept d'aile volante et présente, au début du programme, de nombreuses caractéristiques communes avec le B-2. Mais en 2018, on annonce qu'avec l'arrivée du B-21 prévue pour la seconde moitié des années 2020, le retrait aurait lieu des appareils précédents aurait lieu « au plus tard en 2032 »
En 2023, la flotte de B-2A n'est plus que de 19 appareils à la suite de deux accidents.

### Opérations de combat

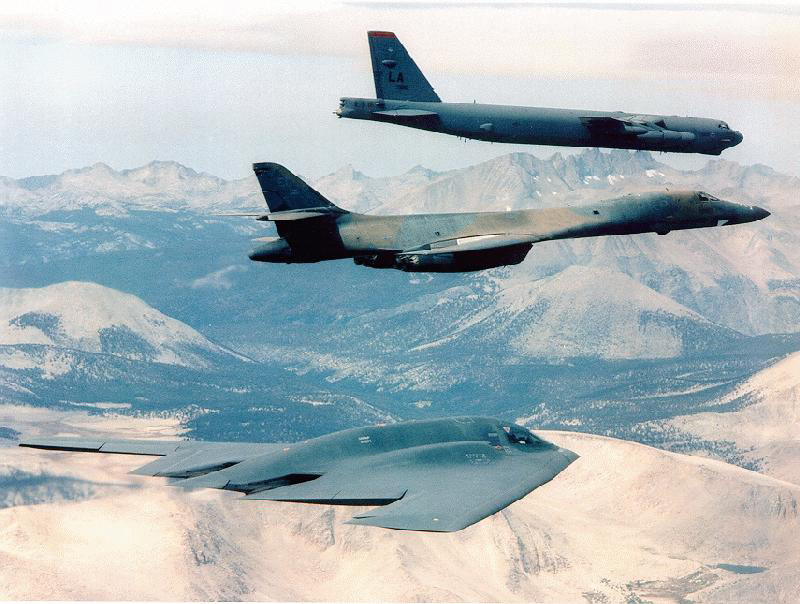
De bas en haut : un B-2 accompagné par un B-1B et un B-52.

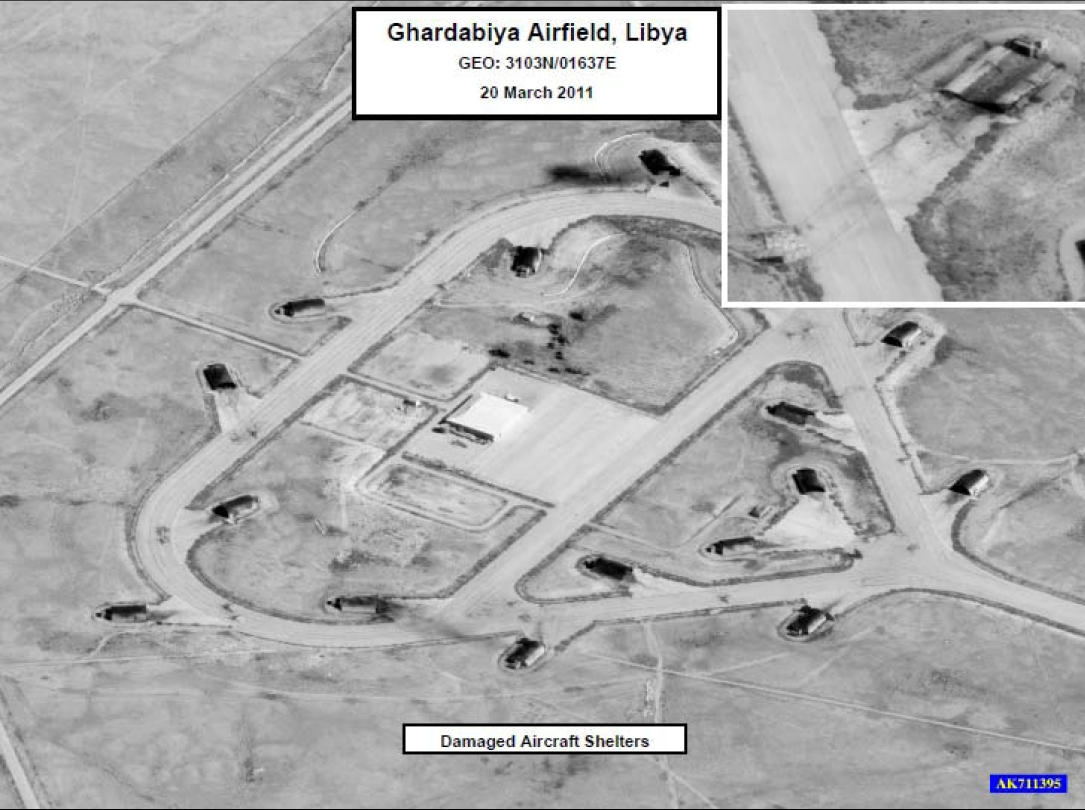
La base aérienne libyenne de Ghardabiya après le bombardement des B-2 le 20 mars 2011.

Son baptême du feu a eu lieu durant la guerre du Kosovo où sur les 21 appareils, un groupe de neuf a participé à l'opération Allied Force, avec un maximum de six avions opérant simultanément. Ils auraient d'ailleurs à cette occasion été détectés et suivis pendant leur mission par le radar trans-horizon français Nostradamus, implanté près de Dreux. Le 24 mars 1999, deux B-2 ont lâché leurs bombes sur des cibles yougoslaves, au cours d'une mission de 31 heures.
Après onze semaines d'opérations, ils ont effectué un total de 49 sorties, en décollant et atterrissant de leur base de Whiteman sans escale, pour des missions de 28 à 32 heures, 45 largages de bombes JDAM guidées par GPS, dont ce fut la première utilisation au combat, réparties en 609 JDAM de 907 kg Mk 84 (GBU-31v1), 43 JDAM de 907 kg BLU-109 antibunkers (GBU-31v3), et quatre GBU-37 de 2 131 kg, soit 11 % des munitions larguées pour moins d'un pour cent de l'ensemble des raids de bombardements aérien menés par l'OTAN. La destruction des objectifs aurait atteint 80 % dès la première passe.
Ses cibles ont été diverses : bases aériennes et terrestres, ponts, bâtiments administratifs, mais cette campagne a été marquée par le bombardement de l'ambassade de la république populaire de Chine à Belgrade, le 7 mai à minuit (heure locale) ; officiellement, cette bavure s'expliquerait par défaut de mise à jour de l'adresse du bâtiment, qui avait auparavant appartenu au ministère de la défense Yougoslave.
Six B-2 ont participé aux trois premiers jours de l'opération Enduring Freedom, l'intervention américaine en Afghanistan fin 2001, exécutant des frappes dès les premières heures du conflit le dimanche 7 octobre 2001. Ils participèrent entre autres aux raids sur Rhino et Gecko.
Un B-2 détient le record de la plus longue sortie de combat d'un avion, dans l'histoire aérienne, la mission ayant duré 44 heures (un dirigeable Zeppelin effectua une mission de 95 heures en 1917). Un B-2 a décollé de Whiteman Air Force Base, dans le Missouri, volé jusqu'en Afghanistan et attaqué une cible. Il s'est posé sur la base de Diego Garcia, dans l'Océan Indien, pour une escale technique : réapprovisionnement en combustible et en.armement, changement d'équipage, les moteurs tournant au ralenti. Le B-2 est ensuite retourné attaquer une cible en Afghanistan. Finalement cet avion a terminé sa mission en retournant à la base Whiteman. La majorité des missions partaient toutefois de l'île de Diego Garcia.
Six B-2 ont également participé à l'opération Liberté irakienne, durant près de trois semaines en 2003. Pour la première fois, les B‑2 étaient employés en « split operations » – un escadron effectuant les missions depuis  Whiteman sur le territoire des États-Unis tandis que l’autre opérait depuis le lieu de détachement a Diego Garcia -. Le premier jour, dans la nuit du 19 au 20 mars 2003, six B‑2 survolèrent Bagdad, portant 96 armes pour 96 cibles. Au total, ils ont largué 583 JDAM.
Le 20 mars 2011, trois B-2 ont frappé une base aérienne de l'armée de l'air libyenne contrôlée par les forces pro-Kadhafi, dans le cadre de la mise en place d'une zone d'exclusion aérienne au-dessus de la Libye sous le mandat de l'Organisation des Nations unies. 45 bombes d'une tonne ont été larguées, lors de cette mission d'une durée de 25 heures, sur cette cible située à environ 9 200 km de leur base.
Le 19 janvier 2017, deux B-2 ayant décollé de Whiteman Air Force Base ont bombardé deux camps d'entraînement de l'État islamique, situés à environ 45 kilomètres au sud-ouest de Syrte, en Libye lâchant 85 JDAM (un bombardier en larguant 62 bombes et le second 23, laissant 75 bombes en réserve pour une éventuelle seconde frappe). L'opération a été suivie d'attaques de drones de combat Reaper tuant au total, selon les estimations officielles, entre environ 80 et 100 membres de l'État islamique.
Le 16 octobre 2024, des B-2 sont employés depuis l'Andersen Air Force Base pour détruire 5 installations souterraines de stockage d'armes Houthi au Yémen durant la crise de la mer Rouge dans le cadre d'une opération du United States Central Command employant d'autres vecteurs de l'USAF et l'US Navy.
Dans la nuit du 21 au 22 juin 2025, au neuvième jour de la guerre Israël-Iran, ils participent à l'opération Midnight Hammer, un bombardement visant l'usine d'enrichissement d'uranium de Fordo, l'usine d'enrichissement d'uranium de Natanz et le centre de technologie et de recherche nucléaire d'Ispahan avec 14 bombes GBU-57 largués par 7 B-2, une trentaine de missiles de croisière Tomahawk, et une soixantaine d'autres munitions air-sol et anti-radar tirés par leur escorte. C'est alors le plus important déploiement de B-2 au combat,.

## Accidents

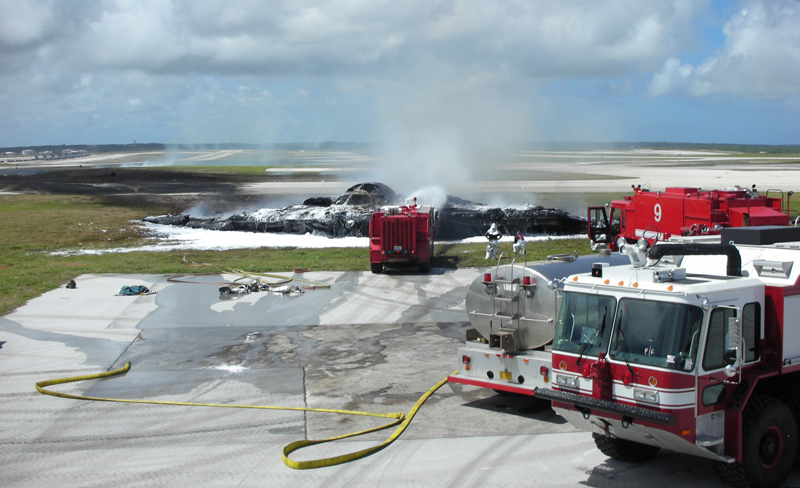
Le Spirit of Kansas après son accident.

Le vendredi 22 février 2008 à 10 h 45 heure locale (UTC+10) (soit le samedi 23 février 2008 à 0 h 45 UTC), un B-2 s'est écrasé pendant son décollage depuis l'Andersen Air Force Base située sur l'île de Guam. Ses deux pilotes sont parvenus à s'éjecter de l'avion et sont sains et saufs, a annoncé le porte-parole de l'Air Combat Command, mais l'un d'entre eux a dû être hospitalisé, tandis que la flotte de B-2 a été interdite de vol le temps d'une inspection. L'appareil détruit était l'AV-12 Spirit of Kansas, numéro de série 89-0127. Le coût de la perte de l'appareil a été estimé par l'USAF à 1,4 milliard de dollars.
L'accident serait dû à une défaillance de trois capteurs due à l'humidité, qui ont fait que les ordinateurs de bord ont exécuté des calculs de vol inadaptés à la situation réelle ; le bord de l'aile gauche a touché la piste, l'avion s'est écrasé au sol et un grave incendie s'est déclenché.
Le 10 février 2010, un incendie au sol a très gravement endommagé l'AV-11  Spirit of Washington, numéro d'identification 88-0332, sur l'Andersen Air Force Base. Des morceaux de matériau furtif se sont brisés, se sont mélangés au carburant, puis se sont enflammés quand l'un des quatre moteurs de l'avion s'est mis en marche. Après 18 mois de travaux ayant coûté 67,9 millions de dollars sur place, l'avion a pu redécoller pour l'Air Force Plant 42, à Palmdale, le 18 août 2011, et terminer ses réparations pour un coût de 37,2 millions de dollars. Après le remplacement de plus de mille pièces, il a repris le service début 2012.
Le 10 décembre 2022, l'AV-14 Spirit of Georgia est touché par un incendie à la suite d'un atterrissage d'urgence à la Whiteman Air Force Base. L'étendue des dégâts n'était pas connue dans l'immédiat. Il est annoncé en 2024 que « Le B-2 sera cédé au cours de l'exercice 2025 en raison d'un accident/dommage au sol présumé peu rentable à réparer » - L’année fiscale 2025 commence le 1er octobre 2024 -.

## Liste des avions
| Désignation                                                                           | No d'identification | Nom formel               | Nom informel                               | Année de commande | Réception par l'USAF | Arrivée à Whiteman AFB | Statut                                                                            |
| ------------------------------------------------------------------------------------- | ------------------- | ------------------------ | ------------------------------------------ | ----------------- | -------------------- | ---------------------- | --------------------------------------------------------------------------------- |
| AV-1                                                                                  | 82-1066             | Spirit of America        | Fatal Beauty                               | 1987              | 17 juillet 1989      | n/c                    | En service                                                                        |
| AV-2                                                                                  | 82-1067             | Spirit of Arizona        | Ship From Hell, Murphy's Law, Grave Digger | n/c               | 19 octobre 1990      | 20 mars 1998           | En service                                                                        |
| AV-3                                                                                  | 82-1068             | Spirit of New York       | Navigator, Ghost, Afternoon Delight        | n/c               | 18 juin 1991         | 10 octobre 1997        | En service                                                                        |
| AV-4                                                                                  | 82-1069             | Spirit of Indiana        | Christine, Armageddon Express              | n/c               | 2 octobre 1992       | 22 mai 1999            | En service                                                                        |
| AV-5                                                                                  | 82-1070             | Spirit of Ohio           | Fire and Ice, Toad                         | n/c               | 5 octobre 1992       | 18 juillet 1997        | En service                                                                        |
| AV-6                                                                                  | 82-1071             | Spirit of Mississippi    | Black Widow, Penguin, Arnold the Pig       | n/c               | 2 février 1993       | 23 mai 1998            | En service                                                                        |
| AV-7                                                                                  | 88-0328             | Spirit of Texas          | Pirate Ship                                | 1987              | 24 août 1994         | 31 août 1994           | En service                                                                        |
| AV-8                                                                                  | 88-0329             | Spirit of Missouri       |                                            | 1987              | 11 décembre 1993     | 17 décembre 1993       | En service                                                                        |
| AV-9                                                                                  | 88-0330             | Spirit of California     |                                            | 1988              | 16 août 1994         | 17 août 1994           | En service                                                                        |
| AV-10                                                                                 | 88-0331             | Spirit of South Carolina |                                            | 1988              | 29 décembre 1994     | 30 décembre 1994       | En service                                                                        |
| AV-11                                                                                 | 88-0332             | Spirit of Washington     |                                            | 1989              | 27 octobre 1994      | 30 octobre 1994        | Endommagé par un incendie le 10 février 2010 A repris le service actif début 2012 |
| AV-12                                                                                 | 89-0127             | Spirit of Kansas         |                                            | 1989              | 16 février 1995      | 17 février 1995        | Détruit dans un accident le 23 février 2008                                       |
| AV-13                                                                                 | 89-0128             | Spirit of Nebraska       |                                            | 1990              | 26 juin 1995         | 28 juin 1995           | En service                                                                        |
| AV-14                                                                                 | 89-0129             | Spirit of Georgia        | The Dark Angel                             | 1990              | 25 septembre 1995    | 14 novembre 1995       | Accidenté le 10 décembre 2022. Retiré du service durant l'année fiscale 2025.     |
| AV-15                                                                                 | 90-0040             | Spirit of Alaska         |                                            | 1991              | 12 janvier 1995      | 24 janvier 1996        | En service                                                                        |
| AV-16                                                                                 | 90-0041             | Spirit of Hawaii         |                                            | 1991              | 24 décembre 1995     | 10 janvier 1996        | En service                                                                        |
| AV-17                                                                                 | 92-0700             | Spirit of Florida        |                                            | 1992              | 29 mars 1996         | 3 juillet 1996         | En service                                                                        |
| AV-18                                                                                 | 93-1085             | Spirit of Oklahoma       | Spirit of San Francisco                    | 1993              | 13 mai 1996          | 15 mai 1996            | En service                                                                        |
| AV-19                                                                                 | 93-1086             | Spirit of Kitty Hawk     |                                            | 1993              | n/c                  | 30 août 1996           | En service                                                                        |
| AV-20                                                                                 | 93-1087             | Spirit of Pennsylvania   | Penny the Pig                              | 1993              | n/c                  | 5 août 1997            | En service                                                                        |
| AV-21                                                                                 | 93-1088             | Spirit of Louisiana      |                                            | 1993              | n/c                  | 10 novembre 1997       | En service                                                                        |
| AV-22 – AV-165                                                                        | Abandonné           |                          |                                            |                   |                      |                        |                                                                                   |
| Sources : Fiche de présentation de la Federation of American Scientists, Joe Baugher, |                     |                          |                                            |                   |                      |                        |                                                                                   |

## Versions

### Block 10
Les appareils AV-7 à AV-16 avaient été construits suivant la configuration standard Block 10 (B-2A-NO). Cette configuration limitait le B-2 à transporter 16 bombes B83 ou Mk 84, et restreignait son utilisation à des missions de deux à trois appareils partant de Whiteman, mais avec l'option de regagner une autre base de l'Air Force. L'AV-12 jusqu'au AV-16 ont été mis au standard Block 20 en 1996 et 1997.

### Block 20
Les appareils AV-17 à AV-19 avaient été construits au standard Block 20. La configuration Block 20 permettait à l'appareil d'emporter 36 bombes ou 16 900 kg de bombes JDAM. En parallèle avec le JDAM, le GPS-Aided Targetting System (GATS) a aussi été installé.

### Block 30
L'AV-20 et l'AV-21 ont été construits suivant la configuration finale, le Block 30. Ce dernier permet l'emport de 80 bombes Mk 82 de 227 kg et mines Mk 62 ou 37 Mk 117 de 340 kg. Un système de communication par satellite (Milstar) a été ajouté, et le système de planification de mission y est entièrement fonctionnel, ainsi qu'une liaison 16 (Intranet militaire). De 1995 à novembre 2000, tous les B-2 ont été portés à ce standard, y compris le prototype, qui est depuis opérationnel et peut effectuer des missions de combat.

### B-2C
Une nouvelle version du B-2A, connue sous le nom de B-2C (conventionnel), basée étroitement sur le B-2A Block 30 a été proposée fin 2001, elle aurait eu de nouveaux ordinateurs et radars beaucoup moins coûteux que ceux actuels, et son électronique aurait été remplacée par les processeurs commerciaux disponibles immédiatement. Ce plan impliquerait la production de 40 B-2C supplémentaires sur une période de dix ans, pour un coût total de 28 milliards de dollars. Cela est resté sans suite.

## Spécifications techniques (B-2ABlock 30)
Données de USAF Fact Sheet, B-2 Spirit: The Most Capable War Machine on the Planet, The Great Book of Modern Warplanes: B-2 Spirit et Globalsecurity
Caractéristiques générales
- Équipage : 2 membres : 1 pilote (siège de gauche) + 1 commandant de mission (siège de droite)
- Longueur : 21,03 m
- Envergure : 52,43 m
- Hauteur : 5,18 m
- Surface alaire : 478 m2
- Masse à vide : 71 700 kg
- Masse typique : 152 200 kg
- Masse maximale au décollage : 170 600 kg
- Moteur : 4 turbofans sans postcombustion General Electric F118-GE-100, 77 kN chacun
- Capacité en carburant : 75 750 kg

 Performances 
- Vitesse maximale : 972 km/h (Mach 0,95) à une altitude de 40 000 ft (12 192 m)
- Vitesse de croisière : 900 km/h (Mach 0,85) à une altitude de 40 000 ft (12 192 m)
- Rayon d'action en combat : 11 100 km
- Plafond : 15 200 m (50 000 ft)
- Charge alaire : 329 kg/m2
- Rapport poids-poussée : 0,205

Armement

- Points d'emports : Points d'emport internes dans deux baies d'armement conformes pour une faible réflectivité radar
- Bombes : 34 020 kg de bombes diverses (limité à 18 000 kg en pratique) :

  - 80 bombes de la classe des 227 kg (500 lb) (Mk 82, GBU-38) installées sur des supports spécifiques (Bomb Rack Assembly, BRA) ;
  - 36 bombes de 750 lb de type CBU installées sur des BRA ;
  - 16 bombes de la classe des 907 kg (2 000 lb) (Mk 84, GBU-31) installées sur des lanceurs rotatifs (Rotary Launcher Assembly, RLA) ;
  - 16 bombes nucléaires B61 ou B83 installées sur des lanceurs RLA (mission stratégique) ;
  - Armes tirées à distance de sécurité (dites « standoff ») : AGM-154 Joint Standoff Weapon et AGM-158 JASSM[106],[107].

Avionique

- Commandes de vol électriques ;
- Radar à synthèse d'ouverture AN/APQ-181 à antennes réseau à commande de phase ;
- Détecteurs d'émissions radar AN/APR-50 ;
- Système d'aide au ciblage par GPS ;
- Système Milstar de communication par satellite ;
- Liaison 16 ;
- Transpondeur BAE Systems.

## Culture populaire
Le Northrop B-2 Spirit apparaît dans diverses œuvres de fiction et a inspiré la création d'une moto.

### Moto furtive

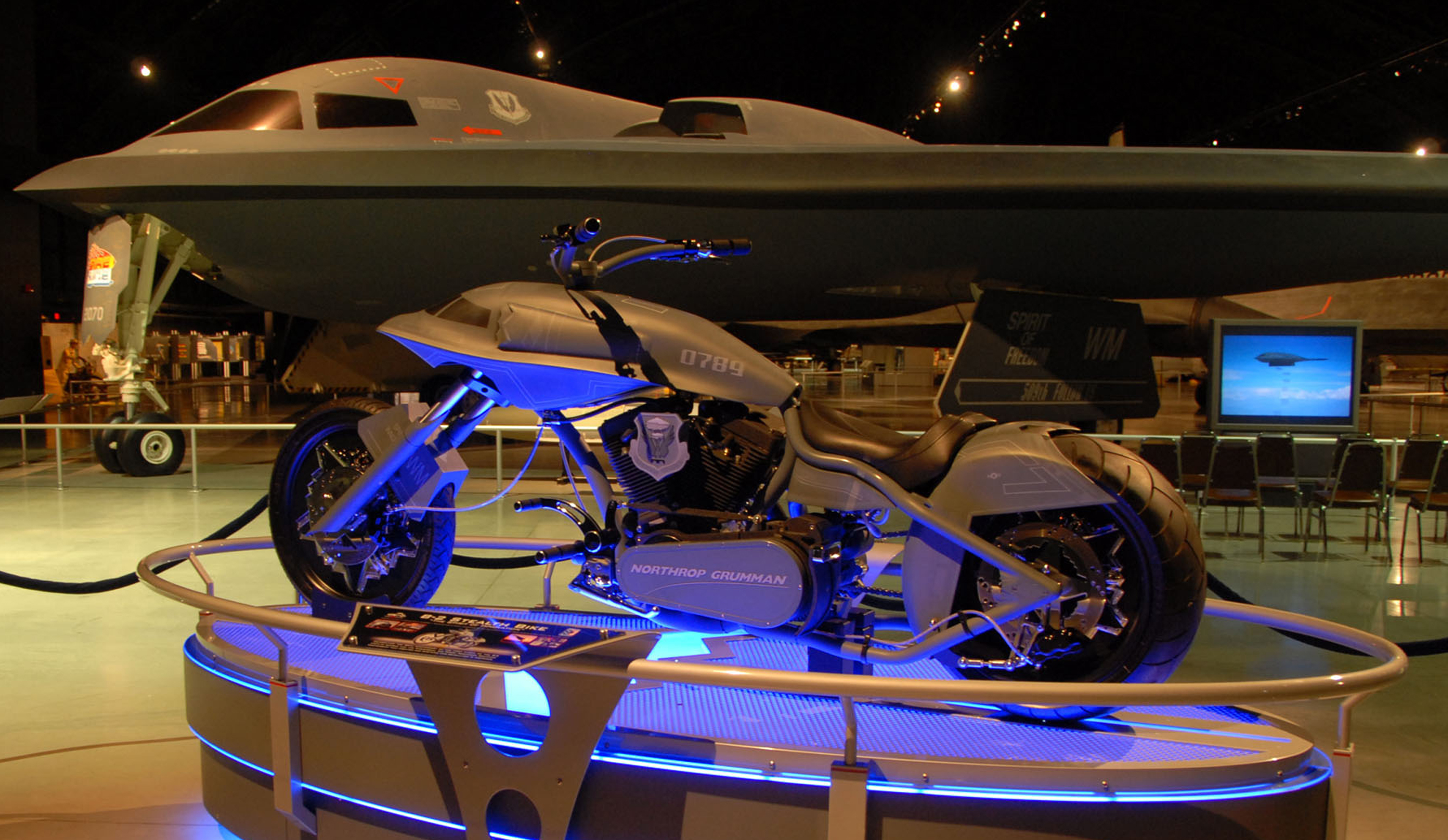
La Stealth Bike de Northrop Grumman, exposée devant un B-2 Spirit.

Le 14 janvier 2009, pour les vingt ans du premier vol de l'appareil, Northrop Grumman dévoile une moto nommée « Stealth Bike » à Whiteman Air Force Base. L'engin reprend les formes du cockpit de l'aile volante et incorpore des pièces en titane. Conçue par l'entreprise aérospatiale, elle est construite par Orange County Choppers.

### Littérature
- (en) Timothy Rizzi, Chasseur fantôme [« Nightstalker »], Bruxelles, Lefrancq, 1997 (ISBN 2-87153-346-6).

### Cinéma
- Le Northrop B-2 Spirit apparaît dans le film Independence Day, où il lance une attaque nucléaire contre le vaisseau alien situé au-dessus de Houston.
- Le B-3 du film Broken Arrow est censé être une version avancée du B-2.
- Il apparaît brièvement dans le film La Somme de toutes les peurs, où son décollage sert de signe à une nouvelle escalade.
- On peut l'apercevoir à plusieurs reprises dans le film En territoire ennemi 2.
- Dans le film Cloverfield, un B-2 bombarde le monstre qui attaque New York.
- On peut voir brièvement le B-2 à deux reprises dans le film Transformers : L'Âge de l'extinction.
- Il apparaît dans le film Rampage : Hors de contrôle, où il est chargé de larguer la mère de toutes les bombes sur Chicago, en guise d'ultime recours face à une attaque de monstres contre la ville, mission avortée à la suite de la victoire des héros.

### Jeux vidéo
- Il apparait dans le jeu Conflict of Nations: WW3. Il figure notamment dans le logo.
- Dans le jeu vidéo Act of War: Direct Action et son extension High Treason, le B-2 est le bombardier lourd de l'Armée américaine.
- Le B-2 est également le bombardier lourd des États-Unis dans l'extension Heure H du jeu Command and Conquer: Generals.
- Il apparait dans le jeu Rise of Nations.
- Dans le jeu vidéo Civilization V, le joueur peut acquérir des bombardiers ressemblant fortement au B-2 mais portant le simple nom de « Bombardier furtif ».
- Dans les multijoueurs des jeux vidéo Call of Duty: Modern Warfare 2, Modern Warfare II et Modern Warfare 3, le B-2 peut être débloqué en commettant une série d'éliminations, ou dans un colis stratégique, afin de lancer une frappe aérienne sur la carte.
- Dans le jeu vidéo de stratégie Empire Earth, le joueur peut construire des bombardiers B-2 durant l'ère atomique - Moderne. Il est l'amélioration du bombardier B-17 et il peut être amélioré en bombardier B-122 (avion fictif) durant l'ère numérique.
- Dans le jeu vidéo U.N Squadron, le B-2 est un boss de fin de niveau.
- Sur le réseau social TikTok, certains utilisateurs l'ont surnommé: "Freedom Doritos" (le Doritos de la liberté) en référence à sa forme et sa fonction.

#### Ouvrages en français
- Jan Kovac, Fatal Beauty : Une ombre aux ailes coupées ?, Paris, Éditions B2, coll. « Design », 2012, 112 p. (ISBN 978-2-36509-013-1, EAN 9782365090131, BNF 42776718).
- Alain Pelletier, Les avions et engins Northrop : des origines à nos jours, Clichy (Hauts-de-Seine), Larivière, coll. « Minidocavia » (no 21), 2006, 127 p. (ISBN 978-2-84890-078-0, OCLC 421220244).
- Alain Pelletier, Les ailes volantes : histoire mondiale des ailes volantes et des avions sans queue, Boulogne-Billancourt, ETAI, 1999, 192 p. (ISBN 978-2-7268-8444-7, OCLC 43464826).
- Collectif, Alliés et Adversaires, DID Ltd, World Air Power journal, 1997.
- Doug Richardson (trad. Jacques Bally), Les avions furtifs, Paris, Éditions Atlas, 1990, 188 p. (ISBN 978-2-7312-0815-3, OCLC 319828009).

#### Ouvrages en anglais
- (en) Mike Spick, The Great Book of Modern Warplanes : B-2 Spirit, St. Paul, Minnesota, MBI Publishing Company, 2000, 520 p. (ISBN 978-0-7603-0893-6).
- (en) Thomas Withington, B-2A Spirit units in combat, Oxford, New York, Osprey Pub. Ltd, 2006, 96 p. (ISBN 978-1-84176-993-6).
- (en) Ole Steen Hansen, The B-2 Spirit stealth bomber, Mankato, Minn, Capstone Press, 2006, 32 p. (ISBN 978-0-7368-5255-5, lire en ligne).
- (en) E Basmadjian, The B-2 Spirit, New York, Rosen Central, 2003, 48 p. (ISBN 978-0-8239-3869-8, lire en ligne).
- (en) P Fittante, Spirit flight, Bend, Or, Salvo Press, 2003 (ISBN 978-1-930486-42-3).
- (en) Bill Sweetman, B-2 Spirit, Shrewsbury, Airlife Publishing, 2003 (ISBN 978-1-84037-417-9).
- (en) Steve Pace, B-2 Spirit : The Most Capable War Machine on the Planet, New York, McGraw-Hill, 1999, 119 p. (ISBN 978-0-07-134433-3).
- (en) Bill Sweetman, Stealth bombers : the B-2 Spirits, Mankato, Minn, Capstone High-Interest Books, 2001, 32 p. (ISBN 978-0-7368-0791-3, lire en ligne).
- (en) William Holder, Northrop Grumman B-2 Spirit : an illustrated history, Atglen, PA, Schiffer Pub, 1998, 80 p. (ISBN 978-0-7643-0591-7).
- (en) Jay Miller, Northrop B-2 Spirit : the history and technology of the U.S. Air Force's extraordinary stealth bomber, Leicester, U.K. North Branch, MN, Midland Pub. Specialty Press (distributors), 1995 (ISBN 978-1-85780-039-5).
- (en) James Goodall, B-2 Spirit in action : Aircraft No. 178, Carrollton, TX, Squadron/Signal Publications, 2002 (ISBN 978-0-89747-435-1).
- (en) Rebecca Grant, « B-2: The Spirit of Innovation »(Archive.org • Wikiwix • Archive.is • Google • Que faire ?), sur Northrop Grumman Corporation, 2013 (consulté le 15 octobre 2023).
- (en) Eric A. Croddy et James J. Wirtz, Weapons of Mass Destruction : An Encyclopedia of Worldwide Policy, Technology, and History, vol. 2, Bloomsbury Publishing USA, 22 décembre 2004, 1128 p. (ISBN 978-1-85109-495-0, lire en ligne), p. 341-342.
- (en) Bernard Fitzsimons, Illustrated Encyclopedia of 20th Century Weapons and Warfare, vol. 21, London, Phoebus, 1978 (ISBN 978-0-8393-6175-6)
- (en) Bill Sweetman, Lockheed Stealth, North Branch, Minnesota, Zenith Imprint, 2005 (ISBN 978-0-7603-1940-6)
- (en) Walter J. Boyne, Air Warfare: an International Encyclopedia: A-L, Santa Barbara, California, ABC-CLIO, 2002 (ISBN 978-1-57607-345-2)